# キツネの嫁入り
キツネの嫁入り（Kitsune No Yomeiri） は、日本のインディーズバンドである。プログレッシブ・ロック　オルタナティヴ　ジャズ　フォークなど、様々な曲調の音楽を奏でている。変拍子の曲が多い。2006年に活動開始。現在も、関西・東京等のライブイベントへの出演、主催イベント「スキマ産業/スキマアワー」の開催、ラジオ出演、映画のテーマ曲作成など幅広く活動している。ライブの日はだいたい雨が降る。

## 概要

### 2006-2009年
2006年5月1日に京都でマドナシとひさよを中心にバンドキツネの嫁入りを結成。6月28日に、アコースティック・ギターとミニアコーディオンによる、シンプルで音数の少ない音、というコンセプトで初ライブを行う。7月28日京都陰陽でのライブにて、ライブ音源を販売。郵送での通信販売も行う。ボーカルマドナシのブログの他、キツネの嫁入り公式サイトを立ち上げる。
2007年、6月のライブで新曲『夜あるくもの』を披露。7月のライブからパーカッション（ジャンベ）鍵澤学（カギまたはアンディ）が参加し、アコースティック・ギター、ミニ･アコーディオン、ジャンベの3人編成でライブを行うことが増える。7月にmixiにキツネの嫁入りコミュニティを開設。10月に1st demoCD、「この道は天気雨」をリリース。12月には「二つのバンドによるゆったり目の時間」、「前売りチケットの廃止」を実践した2マンを開催。
2008年には、自主イベント『スキマ産業』を含め、月に2～4回程度のライブを実施。スキマ産業では、スキマ産業のライブ写真を壁面展示。スキマ産業新聞の発行・告知用のフライヤーのデザイン等担当はマドナシ、スキマ産業HP、壁面写真はtuttyが担当。3月に、2nd demo「ただそれだけのこと」をRelease。mixiにスキマ産業コミュニティ開設。同月頃から、鍵澤学がジャンベ（パーカッション）をドラムに移行し、ひさよが木琴を導入し始める。6月に公式サイトでのスキマ産業紹介等をリニューアル。8月のライブからサポートメンバーとして藤井都督（LLama)が参加することが増える。社会人バンドならではの仕事との兼ね合い等に追われつつ、2～4人でのライブを続ける。年末には、レコーディングに向けた練習を開始。
2009年1月はレコーディングのためライブの誘いを断っていたものの、2月になると合間を縫ってライブを行うようになる。1月24日、KBS京都ラジオ『森脇健児のサタデーミーティング』に出演。3月4日、3月8日（ジャンベ）、金曜（木琴・トライアングル・手拍子）、3月14日（コントラバス残りの曲）、3月22日（歌録り2曲）と行ってきたレコーディングが4月に大詰めになる。コーラスの収録は4月9日（半日でコーラス5曲）、4月12日。収録終了が4月25日、のはずが、7月8日に歌録りをしなおす。
5月に東京の廃校フェス2009に参加。5月後半は、新型インフルエンザの影響もあり、中止になるフェスもあったものの、6月には世情も持ち直し、スキマ産業を開催するなど週1ペースでライブに出演。東京、福岡など活動の場を広げ、7月にはゆーきゃんとのやりとりをレコミュニィに掲載。11月25日、gyuune casetteからアルバム『いつも通りの世界の終わり』をリリース。あわせて、ガクシン、JUNGLE LIFE等のインタビューを受ける。

### 2010-2022年
2010年に藤井都督（LLama)が正式に加入、4月にフォー･ピースバンドとしての初ライブを行う。自主イベント「スキマ産業」を6回開催するなかで、徐々に出演者数2バンド（2マン）での開催に移行し、12月には初めてのワンマンライブを敢行。この年も、ＫＢＳのラジオに出演。myspace、ブログ、mixiコミュニティ、youtubeでの情報発信を続ける。
2011年3月、東日本大地震救済支援コンピレーション・アルバムに『koe』で参加。同曲は、翌年公開されたインディーズ映画「来つ寝世鏡奇譚」の主題歌。月1～4回のライブ活動を継続する。8月上旬に、2ndCDアルバムレコーディングのための練習を行い、8月13日・14日に収録。10月下旬に歌を録音。11月16日にゲストによるバイオリンを収録。パーカッション等の収録が終わったのが11月27日。ミックス等の作業にはいる。9月に京都の元立誠小学校で主催イベント「スキマアワー」(第一回）を実施。
2012年、1月スキマ産業・スキマアワー用のtwitterアカウントを新設。2月18日に、CDのマスタリングが終了。3月3日にイメージ写真を撮影。3月31日に新PV『雨の歌』を公開。5月にＫＢＳラジオに出演（岡村詩野と対談）。5月4日、PV『俯瞰せよ、月曜日』公開。この頃からブログが月3回程度になり、公式ＨＰに力を入れる。5月25日、gyuune casetteからアルバム「俯瞰せよ、月曜日」をリリース。10/2・3・4　17:15～KBSラジオ「レコ室からこんにちわ」にマドナシ・ひさよが出演。「スキマアワー」（第2回）を開催。
2013年4月、3rdアルバム作成プロジェクトが始動。プリプロを経て、5月13日にレコーディングを始める。9月7日、MV『死にたくない』公開。同月23日、「スキマアワー」（第3回）を開催。10月2日、P-VINE RECORDSからアルバム『死にたくない』をリリース。10月10日、アルファーステーションKyoto air loungeに出演。10月13日から、CDリリースツアーを全国のライブハウスで実施。
2014年1月、「スキマアワー」のHPを公開し、フェイスブックを開始。フリーペーパー『音読』10号に、インタビュー掲載。「スキマアワー」（第4回、第5回）を開催。サーキット形式のイベント等にも参加するようになる。9月のスキマ産業でひさよが活動をいったん休止し、新たに西崎毅（エレクトリック・ギター）と松原明音（フリューゲルホルン）が加入する。Soundcloudで楽曲を発表。
2015年３月、藤井都督が脱退。4月に猿田健一（エレキベース）加入。8月にひさよが復帰。
2016年「スキマアワー」（第6回）を開催。
2017年、P-VINE RECORDSから「ある日気が付く同じ顔の奴ら」発売。同年11月に、京都タワーレコードでインストア・イベントを行う。　
2018年に猿田健一（ビブラフォン奏者）が加入し、7人編成になる。
2021年、活動15周年を迎える。2021年5月から連続で、シングル曲4曲と、ミュージックビデオ（以下MV）3作品をリリースした。第一弾の『dodone（ドゥダン）』は、MVが賞を受賞、第二弾の『swimmingman』とともに、ラジオ等でも取り上げられた。10月、5th ALBUM 『Just scratch the surface』をリリース。

## 受賞歴
2006年『この道は天気雨』がCRJ2位にチャートイン。
2009年『俯瞰せよ、月曜日』がdiskunionインディーズ 2009年のオススメ盤 ~2009年インディーズも面白かった~」に選ばれる。
2021年「dodone」MUSIC VIDEOが、世界4大アニメフェスオタワ国際アニメーション映画祭の特集プログラム”New Tool Who Dis? Tactility in the Digital Age”選出、プラハのPrague Music Video Awards2021でBest Asian Music Vide受賞。

## 作品

### 曲
| 曲名                       | ライブ初出                          | 収録CD                           | 曲の長さ | イントロの長さ | 拍子 | 備考（編成・アレンジ等） |
| -------------------------- | ----------------------------------- | -------------------------------- | -------- | -------------- | ---- | --- |
| 家探し                     | 2006.6                              | ライブ音源 1st demo              |          |                |      | |
| 目撃者                     | 2006年                              | なし                             | 不明     | 不明           |      | 初ライブのみ演奏。アコースティックギター・ミニアコーディオン２人編成                                                                             |
| ４１９                     |                                     | ライブ音源 1st demo              |          |                |      | |
| 箱庭                       |                                     | ライブ音源 1st demo              |          |                |      | |
| キツネの嫁入り             |                                     | ライブ音源 1st demo              |          |                |      | |
| その日                     |                                     | なし                             |          |                |      | |
| 答えとして                 |                                     |                                  |          |                |      | 2008年8月23日ライブでは「輝きもしない」→「輝いて見える」「多分そう」→「場合によってそう」など、歌詞が変化した曲。                                |
| 夜あるくもの               |                                     |                                  |          |                |      | |
| 忘却                       |                                     |                                  |          |                |      | アコギ、アコーディオン、パーカッション。 |
| 最後の朝焼け               |                                     |                                  |          |                |      | |
| カエルの人と魚の人         |                                     |                                  |          |                |      | |
| 世界の逆                   | 2008年5月21日（『仕方がない』か？） |                                  | 5:13     | 2:24           |      | |
| 群れをなす                 |                                     |                                  |          |                |      | |
| 白黒                       |                                     |                                  |          |                |      | アコギ・ホイッスル：マドナシ ピアノ・シロフォン：ひーちゃん ドラム：カギ コントラバス：藤井都督（from LLama）                                    |
| カラマワリ                 | 2008年3月1日（土）                  |                                  |          |                |      | |
| 俯瞰せよ、月曜日           |                                     |                                  |          |                |      | |
| 東西南北                   |                                     |                                  |          |                |      | |
| エール                     |                                     |                                  |          |                |      | |
| 雨の歌                     |                                     |                                  |          |                |      | |
| せん                       |                                     |                                  |          |                |      | |
| 結局、そう                 |                                     |                                  |          |                |      | |
| ヤキナオシクリカエシ       |                                     |                                  |          |                |      | LIVE@京都 UrBANGUILD 2010.8.21 |
| ブルー、始まりと終わりと。 |                                     |                                  |          |                |      | |
| 聞こえない声               |                                     | 『Play for Japan Vol.9』         |          |                |      | 映画主題歌 4人編成 マドナシ：コーラス・アコースティックギター ひーちゃん：ボーカル、ピアノ 鍵澤：ジャンベ・パーカッション 藤井都督：コントラバス |
| 伴わない、絶対。           |                                     |                                  | 2:00     |                |      | |
| 山羊は死刑台に上がらない。 |                                     |                                  | 6:02     |                |      | |
| Ｂ．Ｇ．Ｍ                 |                                     |                                  | 4:06     |                |      | |
| 死にたくない               |                                     |                                  | 3:39     |                |      | |
| がらんどう                 |                                     |                                  | 4:34     |                |      | |
| 青天井                     |                                     |                                  | 4:34     |                |      | |
| 消えない影                 |                                     |                                  | 4:52     |                |      | |
| 放物線                     |                                     |                                  | 4:48     |                |      | |
| since1970                  |                                     |                                  | 4:24     |                |      | |
| 悲哀の仕事                 |                                     |                                  | 5:26     |                |      | |
| キヤスメ                   |                                     |                                  | 5:23     |                |      | |
| 狂想                       |                                     |                                  | 6:29     |                |      | |
| 同じ顔の行進               |                                     |                                  | 3:51     |                |      | |
| 落陽                       |                                     |                                  | 0:26     |                |      | |
| もえる街                   |                                     |                                  | 5:22     |                |      | |
| ペラペラ                   |                                     |                                  | 3:57     |                |      | |
| One day                    |                                     |                                  | 4:14     |                |      | |
| 最終兵器                   |                                     |                                  | 6:17     |                |      | |
| ある日気がつくよ           |                                     |                                  | 3:56     |                |      | |
| 巻耳                       |                                     |                                  | 2:55     |                |      | |
| 奴ら                       |                                     |                                  | 5:52     |                |      | |
| dodone（ドゥダン）         |                                     | Digital Just scratch the surface |          |                |      | エンジニア岩谷啓士郎 |
| swimmingman                |                                     | Just scratch the surface         |          |                |      | ゲスト参加イガキアキコ |
| loopgirl                   |                                     | Just scratch the surface         |          |                |      | |
| 考えないバード             |                                     | Just scratch the surface         |          |                |      | |
| worth                      |                                     | Just scratch the surface         |          |                |      | |
| dwell                      |                                     | Just scratch the surface         |          |                |      | |
| 黒に近いブルー             |                                     | Just scratch the surface         |          |                |      | |
| prizm                      |                                     | Just scratch the surface         |          |                |      | |
| standardoy                 |                                     | Just scratch the surface         |          |                |      | |

### CD・アルバム
|                | リリース                         | タイトル                                                               | 規格             | 規格品番  | レーベル                    | 収録曲 | 備考 |
| ライブ音源     | 2006年７月                       | 「ライブ音源」                                                         | CD               |           | なし                        | 「家探し」「箱庭」「最後の朝焼け」 | オカッチによる収録、「箱庭」「最後の朝焼け」はaudio safariのyoshigaによるremix |
| 1st demo       | 2006年10月                       | 「この道は天気雨」                                                     | CD               |           | なし                        | 1 箱庭 2 家探し 3 419 4 人殺しのワルツ 5 キツネの嫁入り 6 箱庭（yosiga from audio safari） 7 家探し（yosiga from audio safari）                                          | \600 収録：おかっち 委託：ビーバーレコード等 |
| 2nd demo       | 2008年                           | 「ただそれだけのこと」                                                 | CD               |           |                             | 1 最後の朝焼け 2 カエルの人と魚の人 3 忘却 4 夜あるくもの | 3人編成になってはじめてのデモＣＤ ￥700 エンジニア：うっちー（Music Start Against Young Assault） 紙ジャケット 絵：ひーちゃん、デザイン：マドナシ 枚数限定特典「その歌はかくありき」 委託： ビーバーレコード（京都 10月完売、12月閉店） Tsutaya西院店（12月頃から委託） スピカレコード（大阪） サンレインレコード（東京 12月完売） 高円寺Sunrain Records（東京11月完売） リリースに向けたコメント |
| 1st ALBUM      | 2009年11月25日                   | 「いつも通りの世界の終わり」                                           | CD               | CD-9543   | ギューンカセット            | 1. 世界の逆 2. 群れをなす 3. 箱庭 4. 忘却 5. 白黒 6. カラマワリ 7. 最後の朝焼け 8. 夜あるくもの 9. 答えとして                                                            | ￥2,200 SKU 4582237818307 レコーディング風景 レコーディング風景2日目 レコーディング風景4日目 フライヤー 歌録り協力：シャト ゲスト参加：藤井都督（LLama ウッドベース） エンジニア：吉岡 特典： ★tower record特典 「yoshiga(audioosafari)remix 」 「kim(uhnellys)remix」 ★disk union特典 「石橋英子remix」 ★他店舗特典 「バッジ」 「ステッカー」                                                    |
| 参加CDアルバム | ＤＬ販売期間 2011年4月1～6月30日 | 東日本大地震救済支援コンピレーション・アルバム『Play for Japan Vol.9』 | Digital mp3      |           |                             | 14．koe （聞こえない声） | ￥1,000円 ディレクター : 水嶋美和 マスタリング : 溝口紘美 ジャケット・デザイン：YIMO トータル・プロデュース : OTOTOY 売り上げは日本赤十字に寄付された |
| 広報の一環     | 2011年8月22日                    | 俯瞰せよ、月曜日                                                       | Digital          |           |                             | 俯瞰せよ、月曜日 | OTOTOYにてフリーダウンロード（販売終了）（スキマアワー宣伝） 06:25 |
| 2nd ALBUM      | 2012年5月25日                    | 『俯瞰せよ、月曜日』                                                   | CD               | CD-9554   | ギューンカセット            | 1. 俯瞰せよ、月曜日 2. 東西南北 3. エール 4. 雨の歌 5. せん 6. 結局、そう 7. ヤキナオシクリカエシ 8. ブルー、始まりと終わりと。 9. 家探し                                | ￥2,200 SKU 4582237824124 |
| 3rd ALBUM      | 2013年10月2日                    | 『死にたくない』                                                       | CD               | PCD-18752 | P-VINE                      | 1. 伴わない、絶対。 2. 山羊は死刑台に上がらない。 3. Ｂ．Ｇ．Ｍ 4. 死にたくない 5. がらんどう 6. 青天井 7. 消えない影 8. 放物線 9. since1970 10. 悲哀の仕事 11. キヤスメ | ￥2619 SKU 4995879187524 合計収録時間 49分54秒 掲載メディア：CINRA |
| 1st SINGLE     | 2016年7月1日                     | single「10th」                                                         | CD               |           |                             | 1. Intro 2. もえる街 3. 奴ら | ￥500(税込) |
| 4th ALBUM      | 2017年9月20日                    | 『ある日気がつく、同じ顔の奴ら』                                       | CD               | PCD-26068 | P-VINE                      | 1. 狂想 2. 同じ顔の行進 3. 落陽 4. もえる街 5. ペラペラ 6. One day 7. 最終兵器 8. ある日気がつくよ 9. 巻耳 10. 奴ら                                                      | エンジニア:岩谷啓士郎 ゲスト:チェロ奏者・徳澤青弦 ￥2860 SKU 49958792600685 合計収録時間 43分24秒 |
| 参加CDアルバム | 2020年12月25日                   | V.A.『MITOHOS:A GUIDE TO JAPANESE GALAPAGOSIZED MUSIC』                | Digital          |           | DEAF TOUCH （ロサンゼルス） | 13. 狂想2020 / キツネの嫁入り (京都) | 18バンド参加 フリーダウンロード（投げ銭制） |
| 2nd SINGLE     | 2021年5月26日（水）              | 『dodone』                                                             | Digital          |           | SUKIMA SOUNDS               | dodone | デジタルリリース活動15周年記念シングル連続第一弾 |
| 3rd SINGLE     | 2021年6月30日（水）              | 『swimmingman』                                                        | Digital          |           | SUKIMA SOUNDS               | swimmingman | デジタルリリース活動15周年記念シングル連続第二弾 ジャケット写真：石川耕平 エンジニア 岩谷啓士郎 |
| 4th SINGLE     | 2021年7月28日（水）              | loopgirl                                                               | Digital          |           | SUKIMA SOUNDS               | loopgirl | デジタルリリース活動15周年記念シングル連続第三弾 MV:浜田淳 エンジニア 岩谷啓士郎 |
| 5th SINGLE     | 2021年9月1日                     | 『考えないバード』                                                     | Digital          |           | SUKIMA SOUNDS               | 考えないバード | デジタルリリース活動15周年記念シングル連続第四弾 MV：マンマン堂 エンジニア 岩谷啓士郎 |
| 5th ALBUM      | 2021年10月                       | 『Just scratch the surface』                                           | CD               |           |                             | 1. dodone 2. swimmingman 3. worth 4. 考えないバード 5. loopgirl 6. dwell 7. 黒に近いブルー 8. prizm 9. standardoy                                                        | 5th ALBUM “Just scratch the surface” special page \| キツネの嫁入り OFFICIAL WEB SITE (madonasi.com)） Sukima Sounds Engineer：岩谷啓士郎 Design：6vcr "standardboy" MV / Lyrics Animation：永田ナヲミ "考えないバード" "loopgirl" MV / Lyrics Director：浜田淳 Dancer：大歳芽里 Vibraphone：佐藤香 "dodone" MV / Lyrics 映像制作：麻田弦（GEN ASADA） Violin：イガキアキコ（たゆたう・colloid）  |
| コラボCD       | 2022年4月6日                     | 『モノfeat.マドナシ』                                                  | デジタルリリース |           |                             | モノ | バカがミタカッタ世界（谷口未知とフルイケナツキ）とマドナシ（キツネの嫁入り）の共作 3分32秒 |

## 未音源化楽曲
ライブで数回限り演奏されただけで、アルバムなどでリリースされていない曲。
なお、タイトルが変わって、アルバムに収録された場合がある。
・目撃者（2006年6月22日のみ、419の可能性が高い）
・その日その日歌詞初出
・マージービート（2008年2月15日（金））
・仕方がない（2008年5月21日）
・自由（2008年5月21日）

### 編成
・マドナシソロ
・2人編成（マドナシ＋ひさよ）
・3人編成
（マドナシ＋ひさよ＋鍵澤学）
　・トナカイバージョン
（マドナシ＋ひさよ＋藤井都督）　
・4人編成
（マドナシ＋ひさよ＋鍵澤学＋藤井都督）
　・クラムボンバージョン（ドラム、ピアノ、アップライトベース、アコギ）
・5人編成
（マドナシ+鍵澤学+藤井都督+西崎毅+松原明音）
・6人編成
・7人編成

## ライブ・ライブツアー・自主イベント[35]

### 2006年
ライブ９回。
|   | 日程                                      | タイトル                                    | 会場                       | 代金                                        | 対バン相手と順番 | セットリスト                                                   | 備考                                                          |
| 1 | 2006年6月22日                             | 初キツネ                                    | クラブナノ                 | \1,000                                      | 不明。３番目 | 1,箱庭 2，家探し 3，目撃者 4，人殺しのワルツ 5，キツネの嫁入り | Template:楽しかったとのこと                                   |
| 2 | 2006年7月23日（日）open18:00start18:00    | 「単身赴任」                                | 扇町ダイス                 | \1,000（ドリンク別）                        | デンドロカカリア（シゼンカイノオキテ） | 1:家探し 2:箱庭 3:419 4:人殺しのワルツ 5:キツネの嫁入り        | Template:ＰＡ ジャカランタンタキイ先生                        |
| 3 | 2006年7月28日（金）open 18:00start 19:00  | 無名                                        | 京都陰陽（ネガポジ）       | \1,000（ドリンク別）                        | 矢本健士+ふたり乗り | ２回目に同じのはずが、ブログに記述無し                         | Template:前回音源１５枚完売。                                 |
| 4 | 2006年9月9日（土）open 18:30start 19:00   | 『転換期の構想』ha-gakure「余話として」企画 | ココルーム                 | 1500（ドリンク別）                          | 北村早樹子 青色大麻虫 ばきりノす キツネの嫁入り ha-gakure「余話として」（アコースティックセット）                                                         | 不明                                                           | デモ音源・ステッカー販売                                      |
| 5 | 2006年9月15日(金)開場 18:30/ 開演 19:00   | audio safari presents「reirou lens vol.2」  | 京都磔磔                   | 前売1000円 当日 1200円(ドリンク代600円別途) | w/百景 llama | 不明                                                           |                                                               |
| 6 | 2006年9月23日（土）open 18:00start 19:00  | Fateh*lia Band主催「PAPER SUN」             | クラブナノ                 | 1500（ドリンク別）                          | folk enough(福岡) キツネの嫁入り and young.., | 不明                                                           | Template:マドナシ、リハ前に車にはねられ、そのままリハに来る。 |
| 7 | 2006年10月14日（土）open 18:30start 19:30 | 「ＲＦjapan tour 2006」in Kyoto             | 京都木屋町UrBANGUILD       | adv \2000（with 1drink!）door \2500         | {{ ＲＦ(from Sanfransisco) ＋Midori Hirano http://midorihirano.com ＋桜井まみ（audio safari) Yasushi Yoshida シャティ（llama) olsen（audio safari)3番目}} |                                                                |                                                               |
| 7 | 2006年10月29日                            | カフェイベント                              | タリーズコーヒー三条通り店 |                                             | Template:桜井まみ(audio safari)/キツネの嫁入り/メス戌＆co．                                                                                               |                                                                |                                                               |
| 8 | 2006年11月3日（金）                       | 大風流2006                                  | ネガポジ                   |                                             | Template:ソラネコ・パンプキンス |                                                                |                                                               |
| 9 | 2006年11月11日                            | 無題                                        | タリーズコーヒー三条通り店 | adv \1000（with 1drink）door \1500          | Template:キセル/The Miceteeth 他 |                                                                |                                                               |
| 9 | 2006年11月22日（水）18:00OPEN/19:00START  | 無題                                        | 二条NANO                   | ￥1,000-/￥1,500-                           | Template:ソワンソング（東京）/sistertail |                                                                |                                                               |

### 2007年
ライブ19回
|    | 日程                                            | タイトル                                                 | 会場                   | 代金                                                | 対バン相手と順番                                                                                                   | セットリスト | 備考 |
| 1  | 2007年1月28日（日）open:18:30start:19:00        | 「 」                                                    | ネガポジ               | dv\1,000/door\1,500(without 1drink)                 | Shiba in car カセハナエ(ex ぴかりんす)                                                                             | 1: その日、ひーちゃん曲別アレンジ | Template:新曲『その日』披露                                                                               |
| 2  | 2007年1月30日(火) open:18:30start:19:00         | 『Reverse Sight』                                        | 木屋町Urbanguild       | adv\1,800/door\2,300(include 1drink)                | ASTRO LOVE シゼンカイノオキテ 百景)２か３番目                                                                      | 1: | Template:ＰＡ ダテさん                                                                                    |
| 3  | 2007年3月3日 open:18:30start:19:00              | 『ハラペコの夜』PARAKEET&サイババロコ企画共催            | 西院OOH-LA-LA          | adv\1500/door\1500(with 1drink)                     | GO FISH(from NICE VIEW)・ASTRO LOVE・イノウラトモエ parakeet                                                       | | Template:新曲                                                                                             |
| 4  | 2007年3月21日(水)open 18:30start 19:00          |                                                          | 木屋町Urbanguild       | adv\1,800/door\2,300(with 1drink)                   | 勝野タカシ・細胞文学 etc                                                                                           | 不明 | |
| 5  | 2007年3月25日(日)open:18:30 start:19:00         | nano3周年企画                                            | nano                   | adv\1500/door\1500(with 1drink)                     | 知陰・anu-pass ・panama                                                                                            | 不明 | |
| 6  | 2007年4月22日(日)open:18:30start:19:00          | 「色寂の革命前夜に」クサンチピータ企画'                  | ネガポジ               | adv\1,800/door\2,300(include 1drink)                | クサンチピータ・ASAYAKE01 月の港                                                                                   | 1 答えとして（新曲） 2 419 3 忘却 4 最後の朝焼け 5 箱庭 6 その日                                                                            | |
| 7  | ２００７年５月１３日(日)＠open 18:30start 19:00 | 「Hyakkei presents euphoria“white pattern”release tour」 | 京都nano               | adv \1500（with 1drink!）door \1800（with 1drink!） | {{euphoria / audiofox-yomeiri mix[キツネの嫁入り+Yoshiga(audio safari)] / guitar noiz orchestra}}                  | | |
| 7  | 2007年6月15日(金)open:18:30start:19:00          |                                                          | 十三ファンダンゴ       | adv\1800/door\2000(with 1drink)                     | Template:ユウテラス／沢田ナオヤ／コウドタクヤ(Bacon)                                                               | 1:答えとして 2:最後の朝焼け 3:箱庭 4:忘れるべからず 5:人殺しのワルツ 6:その日                                                               | 忘れるべからず→忘却、か？                                                                                 |
| 8  | 2007年6月22日(金)open:18:30start:19:00          | 夜あるくもの                                             | ネガポジ               | adv1000 yen/door1500yen(with 1drink)                | 中村信彦（astro love） にしもとひろこ（たゆたう） ヨシオカサトシ（llama） さだこ（conundrum）                      | 1:家探し 2:419 3:箱庭 4:忘れるべからず 5:夜あるくもの（新曲） 6:その日                                                                      | 夜あるくもの初出 （山崎（ネガポジ）の呼びかけで、「夜あるくもの」というコンセプトの曲を全員作った）       |
| 9  | 2007年7月14日(日)open:17:00 start:18:00         | 「Blue Garden of SCRAP vol.11」                          | 京都二条nano           | charge free(1ドリンク代、別途￥500)                 | とかいもぐら・ばきりノす・もけもけ                                                                                 | | 台風！ 当初、15日で告知されていた。パーカッションカギ氏加入（ジャンベ）                                   |
| 10 | 2007年7月29日(日)open:18:00start:19:00          | gyunne casette企画「とうめいロボ」レコ発ツアー           | 難波ベアーズ           | adv \1500/door\1800                                 | とうめいロボ 夢中夢 ゆーきゃんmeetsあらかじめ決められた恋人達へ キツネの嫁入り                                     | | |
| 11 | 2007年8月4日(土) start:21:00                    | 西院ミュージックフェスティバル                           | 西院タンブリングダイス | adv \1000（with 1drink）door \1500                  | | 1：家探し 2：答えとして 3：忘却 4：人殺しのワルツ 5：キツネの嫁入り 6：最後の朝焼け 7：箱庭                                                 | 二人編成                                                                                                  |
| 12 | 2007年8月12日(日)open:18:00start:19:00          | スキマ産業Vol.5 とうめいロボレコ発                       | 京都丸太町ネガポジ     | adv \1500/door\1800(＋1drink)                       | とうめいロボ 加藤隆生（ロボピッチャー） ビバ★シェリー キツネの嫁入り                                               | 1：答えとして 2：忘却 3：カエルの人と魚の人（新曲） 4：最後の朝焼け 5：箱庭 6：夜あるくもの                                                 | Template:フライヤー『スキマ産業は三回行われる』配布                                                       |
| 13 | 2007年9月7日（金）open:18:00start:18:30         | スキマ産業vol.06～石橋英子×アチコ来阪～                  | 心斎橋KNAVE（ネイブ）  | adv \1800/door\2300(＋1drink)                       | 石橋英子×アチコ ha-gakure たゆたう middle9                                                                         | 1答えとして 2カエルの人と魚の人 3群れをなす 4箱庭 5夜あるくもの                                                                             | スキマ新聞vol.1発行                                                                                       |
| 13 | 2007年9月8日（土）open:18:00start:18:30         | スキマ産業vol.07～石橋英子×アチコ来京～                  | 木屋町アバンギルド     | adv \1800/door\2300(＋1drink)                       | 石橋英子×アチコ llama Djamra 桜井まみ（audio safari） キツネの嫁入り                                               | 1カエルの人と魚の人 2最後の朝焼け 3箱庭 4群れをなす 5夜あるくもの 6答えとして                                                               | 「答えとして」で始まり、「答えとして」で終わりたかった                                                    |
| 14 | 2007年9月30日open:18:00start:18:30              | ASTROLOVEレコ発                                          | 木屋町アバンギルド     | adv \1800/door\2300(＋1drink)                       | ASTROLOVE jew's-ear llama                                                                                          | 1:419 2:キツネの嫁入り 3:群れをなす 4:箱庭 5:夜あるくもの 6:その日                                                                          | 2人編成 G・Vo：マドナシ ひーちゃん：アコーディオン・ボンゴ・トライアングル                                |
| 15 | 2007年10月11日open:18:30start:19:30             | ASTROLOVEレコ発                                          | 木屋町アバンギルド     | adv \1800/door\2300(＋1drink)                       | 長谷川健一 はしもとかよ                                                                                            | 1:家探し 2:カエルの人と魚の人 3:最後の朝焼け 4:箱庭 5:群れをなす 6:忘却 7:夜あるくもの 8:答えとして                                         | |
| 16 | 2007年10月21日                                  | ゲリラライブ”                                            | 三条大橋土下座さん前   | 投げ銭（多分）                                      | | 不明 | |
| 17 | 2007年11月20日（火）open/start 18:30/19:30      | 木屋町UrBANGUILD”                                        | 木屋町UrBANGUILD       | 投げ銭（多分）                                      | 勝野タカシ 安藤明子                                                                                                | 419 忘却 置き場所 最後の朝焼け 箱庭 キツネの嫁入り                                                                                          | 二人編成、アコースティック                                                                                |
| 18 | 2007年11月26日open:18:30start:19:30             | ULTRA HIDE企画”happy noise monday”                       | 木屋町アバンギルド     | adv/door 1000（1drink 別）                          | ベービーピ 猿股美都子 京のマイヤーズ BIDESOLO                                                                      | | |
| 19 | 2007年12月8日（土）open:18:30start:19:30        | Meeting Point Vol.4 主催：Dig up                         | 千駄ヶ谷LOOP-LINE      | 前売り1700円 当日2000円 (別途１drink）              | LIVE：キツネの嫁入り（京都）/ ノラオンナ（東京） DJ：ほんちやん / wht 絵の展示：長谷川信也 / 森澤あやこ / 烏山絵美 | | |
| 18 | 2007年12月16日（日）open:18:00start:18:30       | ULTRA HIDE企画”happy noise monday”                       | 扇町ダイス             | adv/1000/door 1300（1drink 別）                     | contrary parade キツネの嫁入り delfloria panama 松岡恭子                                                           | 419 人殺しのワルツ 忘却 最後の朝焼け 箱庭 答えとして                                                                                        | 二人編成 『カエルの人と魚の人』を演奏予定だったが、panamaが人殺しの歌を演奏したため、人殺しのワルツに変更 |
| 19 | 2007年12月22日（土）open:18:00start:19:30       | 「スキマのスキマvol.01～2マンでゆるり」”                 | 扇町ダイス             | adv/1000/door 1300（1drink 別）                     | たゆたう | （通常） 家探し カエルの人と魚の人 群をなす （トナカイバージョン） 最後のアサヤケ 忘却 人殺しのワルツ （通常） 箱庭 夜あるくもの 答えとして | ３人編成：アコギ・アコーディオン・ジャンベ トナカイバージョン：ベース・ピアノ・ドラム                     |

### 2008
ライブ30回。
|       | 日程                                                                                          | タイトル                                                                               | 会場                                            | 代金                                                           | 対バン相手と順番 | セットリスト | 備考 |
| 1     | 2008年1月6日（日） open/start 18:00/18:30                                                     |                                                                                        | 難波ベアーズ                                    | adv/1500/door1800                                              | JB（Biike（lovejoy）＋渕上純子(ふちがみふなと)） はにゃうにゃ さんましめさば | 1：家探し 2：カエルの人と魚の人 3：最後の朝焼け 4：忘却 5：夜あるくもの 6：答えとして                                                          | 3人編成 |
| 2     | 2008年2月15日（金）open:18:00start:18:30                                                      | キツネの嫁入りpresents スキマ産業vol.08～トクマルシューゴ来阪～                        | 難波ベアーズ                                    | \2,000(adv)/\2,500(door)                                       | トクマルシューゴ （トクマルシューゴwihひーちゃん・カギ氏編成曲あり） キツネの嫁入り 百景 naam' | 1 忘却 2 最後の朝焼け 3 マージービート（新曲） 4 人殺しのワルツ 5 箱庭 6 答えとして                                                            | 音源予約者には購入時特典有り 撮影： tutty ちやこ 来場者100人弱                                                                                          |
| 3     | 2008年2月16日（土） open:18:00 start:19:00                                                    | キツネの嫁入りpresents スキマ産業vol.9～トクマルシューゴ来京～                         | 木屋町UrBANGUILD                                | \2,000(adv)/\2,500(door)                                       | トクマルシューゴ （トクマルシューゴwihひーちゃん・カギ氏編成曲3曲あり） キツネの嫁入り ASTROLOVE 長谷川健一 | 1 忘却 2 最後の朝焼け 3 マージービート（新曲） 4 箱庭 5 夜あるくもの 6 答えとして                                                              | PA：茂一撮影： tutty ちやこ 来場者約150人 フライヤー表 裏                                                                                               |
| 4     | 2008年3月1日（土） open:18:00 start:18:30                                                     | bronbaba release tour～                                                                | 祇園ウーピーズ                                  | adv/1500/door2000                                              | bronbaba ha-gakure peach fuzz low-pass | 1 忘却 2 カラマワリ（新曲） 3 人殺しのワルツ 4 カエルの人と魚の人 5 夜あるくもの                                                               | |
| 5     | 2008年3月22日（土）open:18:00 start:18:30                                                     | キツネの嫁入りpresents スキマ産業vol.10～ウーネリーズ来阪～                            | 難波ベアーズ                                    | \2,000(adv)/\2,500(door)                                       | クサンチピータ ha-gakure キツネの嫁入り ウーネリーズ | 1:忘却 2:カエルの人と魚の人 3:カラマワリ 4:最後の朝焼け 5:人殺しのワルツ 6:夜あるくもの                                                        | 2ndデモ音源発売 3人編成 カギ氏ドラムセット導入。 写真：tutty フライヤー表 裏                                                                            |
| 6     | 2008年3月23日（日）open:18:00 start:19:00                                                     | キツネの嫁入りpresents スキマ産業vol.11～ウーネリーズ来京～                            | 木屋町UrBANGUILD                                | \2,000(adv)/\2,500(door)                                       | ASAYAKE01 シゼンカイノオキテ audio safari キツネの嫁入り ウーネリーズ | 1:忘却 2:カエルの人と魚の人 3:カラマワリ 4:箱庭 5:最後の朝焼け 6:夜あるくもの                                                                  | PA:茂一 写真：tutty 3人編成（ドラムを左に移動） ウーネリーズ、『Freshness Playback』「コレデオドラナケリャキョウトジャナイナ」バージョンを披露          |
| 7     | 2008年5月20日（火） open:18:00 start:19:00                                                    | キツネの嫁入りpresents スキマ産業vol.12～元アラブストラップ マルコム・ミドルトン来京～ | 木屋町UrBANGUILD                                | adv \2500/door\3000（＋1drink）                                | deadphones キツネの嫁入り ヒラノミドリ マルコムミドルトン(Malcolm Middleton) | 1:忘却 2:仕方がない（新） 3:自由（新） 4:白と黒（新） 5:最後の朝焼け 6:答えとして                                                              | フルドラムセット 木琴導入 ギターのピック鉄化 初の平日開催。来場者60人越                                                                                 |
| 8     | 2008年6月8日(日) open:17:30 start:18:00                                                       | 『まごころを、君に 第参回-Andersensレコ発-』                                           | 梅田HARDRAIN                                    | charge：\1800(adv)/\2300＋1drink                               | ・キツネの嫁入り ・Andersens(東京) ・cryv(東京) ・似非浪漫 ・neco眠る ・クリトリックリス DJゲンキが出るビデオa.k.aどうぶつげんき | ・忘却 ・仕方がない ・カラマワリ ・白黒 ・最後の朝焼け ・箱庭                                                                                  | ブログ告知6月3日。 入り時間 14時30 出番は19時半 |
| 9     | 2008年6月13日(金) open:18;00 start:19:00                                                      | 『ウーララ8周年企画』                                                                  | 西院ウーララ                                    | charge：\1000＋2order                                          | キツネの嫁入り ・吉田省念と三日月スープ ・伊藤ユッキ×trish ・チェルシーホテル（swim） | 419 忘却 仕方がない カラマワリ 白黒 最後の朝焼け 箱庭                                                                                          | ブログ告知6月9日。 |
| 10    | 2008年7月12日（土）open:18:00 start:19:00                                                     | キツネの嫁入りpresents ～ウーネリーズレコ発編～                                        | 木屋町アバンギルド                              | \2500(adv)/\3000                                               | ・ウーネリーズ ・キツネの嫁入り ・ウリチパン郡 ・middle9 ・似非浪漫 | 忘却 世界の逆 カラマワリ 夜あるくもの 箱庭 | 四人編成（LLamaより トックン（コントラバス）をむかえて） 色セッティングに時間がかかり1時間押したので1曲削った 写真：tutty ビデオ：井上、イシタカ        |
| 11    | 2008年7月21日（月・祝）open 18:00 /start 19:00                                                | メス戌＆Co企画 オドとラニャそんダと音楽家』                                            | ザンパノ                                        | adv/door \1,000(+1order)                                       | メス戌＆co、クサンチピータ、キツネの嫁入り | 419 世界の逆 キツネの嫁入り 彼とであった日（タイトル忘れ） 白黒 人殺しのワルツ 最後の朝焼け 箱庭                                               | 二人キツネ 歌詞を忘れたため、即興部分有り。 ＊『彼とであった日』は、「大勢の中で彼と出会う、彼と話し別れを告げる」ではじまる『群れをなす』か。          |
| 12    | 2008年7月26日（土） start 14:00                                                               | MUSIC UNDER THE SKY Vol.5                                                              | 新風館 中庭Re-Cueホール                         | 入場無料                                                       | sistertail、shibain car、キツネの嫁入り MC：後藤晃宏（FM京都α-STATION） | 1：忘却 2：世界の逆 3：群れをなす 4：最後のアサヤケ 5：箱庭 6：答えとして                                                                      | 珍しく晴れ。 3人編成。 向かって左から、ジャンベ、アコースティックギター（オベーション）、アコーディオン、シロフォン的なもの                             |
| 13    | 2008年8月2日 18:50                                                                            | 西院ミュージックフェスティバル                                                         | ea cafe                                         |                                                                | 長谷川健一・AKIRA・キツネの嫁入り・アコニカ工業高校・fraha | 1:忘却 2:世界の逆 3:白黒 4:最後の朝焼け 5:箱庭 6:答えとして                                                                                    | 3人編成 マドナシ(アコギ・歌) ひーちゃん(アコーディオン・木琴・歌) 藤井(コントラバス)                                                                    |
| 14    | 2008年8月16日 (土)OPEN 19:30 / START 20:00                                                    |                                                                                        |                                                 | 1500yen with 1drink                                            | tRace elements キツネの嫁入り かえるさん 吉岡 哲志 + 佐野 圭亮 （ひーちゃん1曲参加） 長谷川 健一 | 忘却 人殺しのワルツ 群をなす（アコーディオンバージョン） 家探し（なんや、おしゃれバージョン） 白黒（ライブ二回目） 419（バッキングバージョン） | 二人編成 ＊白黒はブログではライブ2回目と書かれているが、おそらく3回目。                                                                                 |
| 15    | 2008年8月23日（土） open:18:00start:18:30 （当初は18:30/19:00だったが7月12日を受けて告知変更) | スキマ産業vol.14～石橋英子×アチコレコ発編～                                            | 十三ファンダンゴ                                | \2,500(adv)/\3,000（＋1drink）                                 | 石橋英子×アチコ タテタカコ キツネの嫁入り fluid | 1：世界の逆 2：忘却 3：群をなす（木琴） 4：カエルの人と魚の人～夜あるくもの～ 5：答えとして                                                    | 雨 石橋英子×アチコ2ndアルバムリリースツアー（リリースが10月に伸びたが、会場にて先行発売） ＳＥ 1曲削った。                                              |
| 16    | 2008年8月24日（日）open:18:00start:18:30 （当初は18:30/19:00だったが7月12日を受けて告知変更)  | スキマ産業vol.15～石橋英子×アチコレコ発編～                                            | 木屋町アバンギルド                              | \2,500(adv)/\3,000（＋1drink）                                 | 石橋英子×アチコ タテタカコ キツネの嫁入り ASTROLOVE and more... | 1：忘却（ピアノバージョン） 2：カラマワリ（ピアノバージョン） 3：夜あるくもの 4：箱庭 5：世界の逆 6：答えとして（ピアノバージョン）            | 2日参加者に、数量限定 「石橋英子×アチコ未発表音源」の特典 ＳＥ 藤井都督（LLama)参加                                                                     |
| 17    | 2008年9月27日（土）open / start 13:30 / 14:00                                                 | 『CLOSER vol.3』東京公演                                                               | 法政大学市ヶ谷キャンパス外濠校舎B1F多目的室1．3 | ticket \2,000 (無料音源持参で\500off)                          | cryv (東京） oaqk (東京） ARTLESSNOTE (東京） Yucca (東京） folk squat (東京） short film no.9 (名古屋） iierro (名古屋） SFOUR (名古屋） キツネの嫁入り (京都） bloom field（大阪） neonsign（大阪） ASAYAKE01（大阪） miyauchi yuri (東京） What ever film (山形） rega(東京） 4 bonjour's parties(東京） Psychedelicious（神奈川） | 1:世界の逆 2：忘却 3：家探し（オサレバージョン） 4：カラマワリ 5：最後の朝焼け 6：夜あるくもの                                                 | 企画・制作：Turning 音響・照明：舞台技術研究会 |
| 17．5 | （2008年10月9日）                                                                             |                                                                                        | nano                                            |                                                                | | | トクマルシューゴライブにひーちゃん参加（1曲） |
| 18    | 2008年10月12日（日）                                                                          | ボロフェスタ08                                                                         | 鴨川特設ステージ                                |                                                                | | 忘却 群をなす 人殺しのワルツ 世界の逆 最後の朝焼け                                                                                             | |
| 19    | 2008年10月12日（日）                                                                          | ボロフェスタ08                                                                         | メトロ上カフェetw                               |                                                                | | 419 家探し カラマワリ ひーちゃんsong 夜あるくもの                                                                                              | 物販：キツネキーホルダー |
| 20    | 2008年10月18日（土）open:18:00 start:19:00                                                    | キツネの嫁入りpresents スキマ産業vol.16～middle9レコ発編～                             | 木屋町Urbanguild                                | charge：\2,000(adv)/\2,500（＋1drink）                         | middle9 キツネの嫁入り 溺れたエビ3（溺れたエビの検死報告書） 大和川レコード ムーズムズ | 世界の逆 忘却 群をなす カエルの人と魚の人～夜あるくもの カラマワリ 最後の朝焼け（木琴）                                                        | フライヤーＳＥステージでの演奏の合間の転換中にフロアでの演奏を企画するも失敗。 ひーちゃんのアコーディオンのベルトが切れ、『最後の朝焼け』は木琴で演奏。 |
| 21    | 2008年11月6日（木）open:18:00 start:19:00                                                     | クラブメトロ企画「THIS IS POP ???」                                                    | 丸太町メトロ                                    | 前売￥1,500 当日￥2,000 ドリンク別                             | 太陽民芸（from東京） / ワゴンズ キツネの嫁入り / autograph シェムリアップ | 世界の逆 カラマワリ 群をなす 忘却 最後の朝焼け                                                                                                 | 雨。 『カラマワリ』の途中の歌詞を本番で変更。 |
| 22    | 2008年11月22日（土） open:18:00start:19:00                                                    | Jenny on the planet企画「"harmonique, harmonique, harmonique"」                        | 難波ベアーズ                                    | 前売り:\1,500                                                  | jenny on the planet キツネの嫁入り 森田雅章トラディシオン．カントリーバンド | 忘却 世界の逆 白黒 群をなす 雨の声（新曲） カラマワリ 最後の朝焼け                                                                             | 2人編成 |
| 23    | 2008年11月24日（月・祝）open:18:00 start:19:00                                                | Djamra企画「LAB ALONSO Japan Tour 」                                                   | 木屋町Urbanguild                                | \2,500(adv)/\3,000（＋1drink）                                 | Djamra Lab Alonso soe's（梶山シュウ） キツネの嫁入り トリ。 | 忘却 世界の逆 白黒 群をなす 雨の声（新曲） カラマワリ 最後の朝焼け                                                                             | 3人編成。雨 |
| 24    | 2008年11月29日（土） 18:30 / 19:00                                                            | closervol.03                                                                           | 難波ロケッツ                                    | 2000yen / 2300yen D別                                          | neonsign (大阪) ASAYAKE01(大阪) bloom field(大阪) tombo(大阪) sistertail(京都) cryv(東京) Yucca(東京) short film no.9 (名古屋) モーモールルギャバン(京都) HOSOME(大阪) キツネの嫁入り (京都) SFOUR (名古屋) | 忘却 世界の逆 群をなす 白黒 カラマワリ 夜あるくもの 最後の朝焼け                                                                               | 21時半または 22時 |
| 25    | 2008年12月7日（日）open:18:00 start:19:00                                                     | キツネの嫁入りpresents スキマ産業vol.17〜石橋英子レコ発編〜                            | 木屋町Urbanguild                                | 前売り:\2,000 当日\2,500（＋1drink）                           | [石橋英子]（カルテット） キツネの嫁入り Ichi（のうしんとう） [勝野タカシ] NISEUO cosmic-chang mothership progress | 忘却 世界の逆 群をなす 白黒 雨の声 カラマワリ 最後の朝焼け                                                                                     | 3人編成 同時並行タイムテーブル 石橋英子CD購入特典（ショートフィル「PATROL」用の4曲入り未発表音源）                                                      |
| 26    | 2008年12月19日（金） open：18:30 start：19:00                                                 | ワイキキレコード企画「The Shut-ups JAPAN TOUR」                                        | 木屋町Urbanguild                                | 前売り:\2300 \2800(without 1 drink)                            | The Shut-Ups(U.S.A) シゼンカイノオキテ ゆーきゃんwith his friends キツネの嫁入り | 白黒 群れをなす 世界の逆 カラマワリ 雨の歌 最後の朝焼け                                                                                        | DJ:岩崎 慎（SECOND ROYAL / METON MILK）/坂本 敏史 (LONDON CALLING) 3人編成                                                                              |
| 27    | 2008年12月23日（火・祝）open：18:30 start：19:00                                              | つれづれ presents『大恐慌だよ全員集合』                                                | 西院ウーララ                                    | 前売1,000円 当日1,500円(各+2オーダー)                          | つれづれ キツネの嫁入り 靴ピカ ルージーズ 蛸足配線 | 世界の逆 家探し 白黒 カラマワリ 雨の声 最後の朝焼け                                                                                            | 2人編成 |
| 28    | 2008年12月30日（火）OPEN 18:30 START 19:00                                                    | Ur-ミソカ                                                                              | 木屋町アバンギルド                              | adv.2000 yen with 1drink / door 2300 yen with 1drink (雑煮付） | 勝野タカシ キツネの嫁入り LLama たゆたう 薄花葉っぱ 下村ミサ | 白黒 群れをなす 忘却 雨の声 419 答えとして（Withリッキー）                                                                                     | |
|       |                                                                                               |                                                                                        |                                                 |                                                                | | | |

### 2009
年間ライブ回数32回
|       | 日程 | タイトル                                                                | 会場                                                     | 代金                                                                       | 対バン相手と順番 | セットリスト | 備考 |
| 1     | 2009年1月12日（月） OPEN 18:30 START 19:00                                                               |                                                                         | ネガポジ                                                 | adv.1500 yen with 1drink                                                   | 加納良英（and young...） パンスキング | 最後の朝焼け 忘却 白黒 群れをなす 雨の声 答えとして                                                                                     | 2人編成 |
| 2     | 2009年1月24日 19:00頃～                                                                                  | KBS京都ラジオ [森脇健児]のサタデーミーティング                          |                                                          |                                                                            | トーク：森脇健児 | 忘却（ライブ） 最後の朝焼け（録音放送）                                                                                                 | 2人編成 |
| 3     | 2009年2月1日（日） OPEN 18:30 START 19:00                                                                | TAI-KAI LIVE KILAUEA 2009～最終                                         | cafe bar 大会                                            | adv.2000 yen with 1drink                                                   | ha-gakure キツネの嫁入り SiMON shiba in car etc | カラマワリ 箱庭 白黒 雨の歌 忘却 最後の朝焼け                                                                                           | ライブキラウェア最終日 2人編成 （1月12日の延長） PＡシャツゥン                                                                                               |
| 4     | 2009年2月27日（金）OPEN 18:30 START 19:30                                                                |                                                                         | 木屋町 Urbanguild                                        | adv.1800 yen door.2300 with 1drink                                         | トンチ＋ステキな人達 キツネの嫁入り 亀田真司 water fai | ・カラマワリ ・忘却 ・白黒 ・雨の歌 ・世界の逆 ・最後の朝焼け                                                                           | 2人編成 世界の逆のイントロ付近で5弦が切れ、最後の朝焼けの演奏はひーちゃんのみに。                                                                            |
| 5     | 2009年3月1日（日）OPEN 18:30 START 19:00                                                                 | ふつうのしあわせ企画 「ふつうのしあわせを求めてここまでやってきました」 | 京都 西院ooh-la-la                                       | adv.1500yen door2000yen                                                    | ふつうのしあわせ キツネの嫁入り out at bero audio safari | カラマワリ 忘却 白黒 世界の逆 雨の歌 夜あるくもの                                                                                       | 2人編成 |
| 5．5  | 2009年3月15日                                                                                            |                                                                         |                                                          |                                                                            | | カバー曲 | マドナシソロ |
| 6     | 2009年4月4日(土) Open/18:30 Start/19:00                                                                  | <春のサイケ祭り> とうめいロボ ワンマンライブ                            | 京都 西院ooh-la-la                                       | 前売予約/1,500 当日/2,000 学割及び遠方割/1,000 ※遠方割は近畿以外の人に適応 | とうめいロボ ゲストミュージシャン：JOJO広重、須原敬三、枡本航太、添田雄介、みやけをしんいち、ひーちゃん、くまくまキー(石原慧、岡茂毅)、高野陽子 | アコーディオンで一曲 コーラス一曲、ピアノ一曲                                                                                           | ひーちゃんが参加 |
| 7     | 2009年4月23日（木） OPEN 17:30 START 18:00                                                               | ”Bites the Dust vol.7 「Uzi & Ari japan tour 」”                        | 京都WHOOPEE'S                                            | adv.2000yen door2500yen                                                    | Uzi & Ari(USA) ets im(USA) HOSOME キツネの嫁入り CUSTOM NOISE LOW-PASS | 世界の逆 忘却 白黒 雨の歌 新曲 カラマワリ                                                                                               | 3人編成 新曲は激し目 |
| 8     | 2009年5月6日（水・休日） OPEN/START: 12:00 END: 20:30                                                    | 『廃校フェス2009』                                                      | 芸能花伝舎（旧淀橋第三小学校） 東京都新宿区西新宿6-12-30 | 前売:3,200円*整理番号付き 当日:4,000円                                     | 曽我部恵一 / キセル / HARCO / Rocket or Chiritori /ウリチパン郡 / にせんねんもんだい / nhhmbase / Limited Express (has gone?) / イルリメ / サイプレス上野とロベルト吉野 / younGSounds / miaou / 9dw (nine days wonder) / 石橋英子×アチコ / BREAKfAST / ゆーきゃん / 百景 / cryv / henrytennis / Sugar Plant / とうめいロボ / HB / SiMoN / shibata emico / trico! / catsup / Pマン / 小村恵美 / 西宮灰鼠 / Jon（犬） / オムゾンビ＋大竹康範（マヒルノ） / Motallica＋yudayajazz / opq / shibata & asuna / 畔 / Hidenobu Ito / 鈴木康文+山本達久 / folk squat / 笹倉慎介 / キツネの嫁入り / Evil Moisture / 東雄一郎（Flight of Idea) / 玉城光 / いなかやろう / フニャコツ・チン / onnacodomo / あだち麗三郎 / 表現（hyogen） / Karluv207 / 藤本ケイジョウ / WSZ80 / hitori / eyama /Cbtek! / Yellow Peri / 關伊佐央 / 若松さやこ / ヒナミケイスケ | 忘却 世界の逆 白黒 雨の歌 カラマワリ 最後の朝焼け                                                                                       | 主催：廃校フェス実行委員会 / blunstone inc. 後援：disk union 3人編成・車移動 5/27 24:30 、5/31 26:00、スペースシャワーＴＶにてダイジェスト版ライブ映像放送。 |
| 8.8   | 2009年5月16日 18：00                                                                                     | シゼンカイノオキテ＋オレパー企画                                        | 京都                                                     |                                                                            | ニセキツネの嫁入り（ヨシガ（audiosafari）＋サノヒロシ（シゼンカイノオキテ））『箱庭』カバー 中村（ASTROLOVE） middle9 長谷川健一 キツネの嫁入り | 世界の逆 カラマワリ 答えとして（アンコール）                                                                                            | 3人編成 |
| 9     | 2009年5月28日（木） OPEN 18:30 START 19:00                                                               | WATCHMAN企画                                                            | 木屋町Urbanguild                                         | adv.2000yen door2500yen(＋1drink)                                          | WATCHMAN 石橋英子×千住宗臣(ウリチパン群・PARA) LLama キツネの嫁入り | カラマワリ 白黒 雨の歌 新曲 世界の逆 最後の朝焼け                                                                                       | 3人編成 |
| 10    | 2009年5月29日（金） OPEN 20:00(all night) END 7：15                                                      | 福岡SUCK                                                                | 福岡DECADENT DELUXE                                      | 2000yen(+1drink)                                                           | THE NEW FOLK ENOUGH（福岡）/ monohoxon / BOGEY & The Sound of Music（福岡） / aeronauts(東京）/オガサワラヒロユキ / 松岡恭子 / ミズノイロ（福岡） ampfolk（福岡） / ruruxu/sinn（福岡） / ASAYAKE 01 BARCELONA（ESP） / noumi yoshie（福岡） / 加納良英(and Young...) neonsign /毛利奈緒子（福岡） / crawl / 漢方先生（福岡） オオクボＴ（福岡） / if MASACA（福岡） 安増裕章（The camps）/ タナカカイタ(WORST TASTE:東京） キツネの嫁入り / AFTER SCHOOL JIMMY（福岡） and more??? | 世界の逆 雨の歌 カラマワリ 最後の朝焼け                                                                                                 | 二人編成 21：00ごろ |
| 11    | 2009年5月30日（土）12時～                                                                                | 『Meeting Point Vol.6』                                                 | 神戸市垂水区塩屋 旧グッゲンハイム邸                      |                                                                            | ■LIVE 三田村管打団 / ぺ・ド・グ / catsup / とうめいロボ / キツネの嫁入り / 桜井まみ / musika-nt / 深田ちひろ / アキビンオオケストラ / 島津田四郎 / ちんぷんかんぷん ...and more ■展示 長谷川信也 / 森澤あやこ / 烏山絵美 / piyo*kinoco / ヤハシトネコ ...and more ■アートマーケット sawa / MUSUCARI BREEZE / tot-ziens! / ロケットダッシュレコード / ヤハシトネコ ...and more ■食事 BONBON CAFE GALLERY / cafe SALLOW / LUCY | | 主催：Dig up 3人編成 新型インフルエンザの影響により、イベントを延期 代替日程は2009年7月25日（土）                                                            |
| 12    | 2009年6月12日（金） OPEN 18:00 START 19:00                                                               | スキマ産業vol.18～Mike Doughty JAPAN TOUR～                             | 丸太町ネガポジ                                           | adv.2500yen door2800yen（+1drink）                                         | Mike doughty(ex.soul coughing) uhnellys ムーズムズ キツネの嫁入り | 忘却 世界の逆 白黒 雨の歌 新曲 カラマワリ +2曲                                                                                          | 3人編成 ゲスト迷子で2曲（カバー曲、カエルの人と魚の人）を追加。 写真                                                                                         |
| 12.5  | 2009年6月15日（日）                                                                                      |                                                                         |                                                          |                                                                            | | 1曲 | マドナシソロ |
| 13    | 2009年6月18日（木） OPEN 18:00 START 19:00                                                               | ”ウーララ9周年企画”                                                     | 西院ウーララ                                             | adv.1000yen door1500yen                                                    | ひるね ノスタルジン ゆーきゃん | 忘却 世界の逆 白黒 雨の歌 新曲 カラマワリ 最後の朝焼け                                                                                  | 通り雨 PAオノ |
| 14    | 2009年6月23日（火）OPEN 18:30 START 19:30                                                                | “百景プレゼンツ「おくりもの」リリースツアー in 大阪”                    | 心斎橋club QUATTRO                                       | adv.3000yen door3500yen（+1drink）                                         | 百景（2ステージ90分） キツネの嫁入り | 世界の逆 雨の歌 白黒 新曲 カラマワリ 最後の朝焼け                                                                                       | |
| 16    | 2009年6月27日（土）                                                                                      | 『夏のあくび』                                                          | 梅田ムジカジャポニカ                                     |                                                                            | ちんぷんかんぷん キツネの嫁入り キツネの嫁入り 吉田省念と三日月スープ 前野健太とDAVID BOWIEたち | 忘却 雨の声 白黒 ヤキナオシクリカエシ カラマワリ 最後の朝焼け                                                                           | 晴れ DJなかぐち アコースティックギター新調。電車移動。 |
| 16.5  | 2009年7月4日                                                                                             |                                                                         | 木屋町Urbanguild                                         |                                                                            | ASAYAKE01 swimm llama など | アンコールでひーちゃんがピアノを演奏。                                                                                                  | キツネの嫁入りとしては出演しておらず、観客として参加。 |
| 16.8  | 2009年7月19日（日）                                                                                      |                                                                         |                                                          |                                                                            | 神村・平井 ルカ(マシュマロ八長調) マドナシ（ソロ） ヨージック | 2曲 | |
| 17    | 2009年7月20日（月） OPEN 18:30 START 19:30                                                               | スキマ産業vol.19～30分では伝わらない世界～                              | 木屋町Urbanguild                                         | adv.1800yen door2300yen（+1drink）                                         | 【2マン】 キツネの嫁入り（トリ） ときめき☆ジャンボジャンボ ファイアーダンス：Bavaaal | 忘却 世界の逆 カエルの人と魚の人 群れをなす （新曲） 白黒 雨の歌 ヤキナオシクリカエシ カラマワリ 最後の朝焼け キツネの嫁入り 答えとして | 幕間セッションWith Bavaaal（ひーちゃん+鍵澤) スタッフ ミドルン まさこ 写真：tutty                                                                            |
| 11    | 2009年7月25日（土） 開場12時 / 開演12時30分                                                              | Meeting Point vol.6                                                     | 神戸市垂水区塩屋 旧グッゲンハイム邸1Ｆ                   | 前売2500円 / 当日3000円                                                    | 17：00～キツネの嫁入り | 忘却 箱庭 白黒 新曲 雨の音 ヤキナオシクリカエシ 最後の朝焼け キツネの嫁入り                                                             | 主催：Dig up 写真：tutty |
| 18    | 2009年8月2日 15時頃～                                                                                    | 西院ミュージックフェスティバル                                          | 京都嵐電内 （西院発）                                    |                                                                            | 西院→嵐山：キツネの嫁入り 嵐山→西院：長谷川健一 | | アコースティギターYairi初使用 産経新聞掲載 当初は静かな曲のセットリストだったが、電車の揺れと音により変更                                                    |
| 19    | 2009年8月29日（土）OPEN 18:00 START 18:30                                                                |                                                                         | PUBLIC SPACE四次元 （福岡）                              | ADV 1500(＋1D) DAY 2000(＋1D)                                              | LOUD NEON フアリナ antennaaa... バナナコーポレーション A FREETER | 不明 | 福岡サックのスタッフ経由 |
| 20    | 2009年9月6日（日） OPEN 18:30 START 19:30                                                                | ～大会一周年～                                                          | 大会                                                     | ADV 1500(＋1D) DAY 2000(＋1D)                                              | キツネの嫁入り 百景 naam' shiba in car | 白黒 新曲Ａ 世界の逆 ヤキナオシ 新曲B カラマワリ 雨の歌                                                                                 | 3人編成 |
| 21    | 2009年9月26日（土）OPEN 18:00 START 19:00                                                                | スキマ産業vol.20～オドリワライクリカエシ～                              | 木屋町Urbanguild                                         | adv.2000yen door2500yen（+1drink）                                         | Uhnellys キツネの嫁入り jew's ear ASTROLOVE 【Bavaaal】（ファイヤーダンスパフォーマンス） | 忘却 世界の逆 新曲 白黒 ヤキナオシクリカエシ カラマワリ 最後の朝焼け                                                                    | ＳＥ写真ＰＡ伊達 スタッフ： tutty まさこ ミドルン |
| 22    | 2009年10月10日（土）OPEN / 23:00 START / 23:30                                                           | ボロフェスタ                                                            | みなみ会館                                               | 前売 / 2,000(ドリンク別) 当日 / 2,500(ドリンク別)                          | LIVE : オオヤユウスケ / ゆーきゃん / Harp on mouth sextet キツネの嫁入り（朝4時ぐらい） 上映 : 『GODOG』(2008年/20分/監督:長谷井宏紀) 『MY Beautiful EGO』(1999年/40分/監督:清水佐絵) 『東京の空の雲はナタデココ』(2006年/20分/監督:石井裕也) 『空気に殺される』(2006年/40分/監督:鈴木洋平) 『永野宗典全作品』(25分/監督:永野宗典) 来場ゲスト : 柴田剛 / 石井モタコ / 永野宗典 / 宮本杜朗 | 忘却 雨の歌 カラマワリ 最後の朝焼け | [mixi] Yamagata fes "DO IT" \| ボロフェスタ'09 3人編成 写真                                                                                                  |
| 23    | 2009年10月25日（日）OPEN 18:00 START 18:30                                                               | スキマ産業vol.21～ウタココロアリ～                                      | 木屋町Urbanguild                                         | adv.2000yen door2500yen（+1drink）                                         | 長谷川健一 矢谷ウメコ jaaja（名古屋） キツネの嫁入り(4番目） OPA：speakerX（from uhnellys） | 白黒 新曲 世界の逆 ヤキナオシクリカエシ カラマワリ 最後の朝焼け                                                                         | フライヤー写真ＳＥ3人編成 写真展示：tutty スタッフ まさこ tutty ミドルン                                                                                     |
| 24    | 2009年10月31日（土）OPEN/18:00 START/19:00［all night］【31日はROCKETSのみOPEN/STARTが23時になります。】 | F.M.W 2009                                                              | at難波ROCKETS & 難波SAOMAI & subrockSTUDIO NAMBA         | 【ticket】前売り１日券/\2,000 当日1日券/\2,500 2日通し券/\3,000            | ■31日出演 CUSTOM NOISE/uhnellys/完全にノンフィクション/URBANフェチ/キツネの嫁入り（1:15~）/僕と機械な仲間たち/6eyes/Nu Clear/Classmate/AAPS/White Scooper/The New House/ときめき☆ジャンボジャンボ/マッカーサーアコンチ/しゃかりきコロンブス。/踊ってばかりの国/千日前プロレス/ペケキング・テリー/イヌガヨ/万歳フォーラム/中出し大百科/The DARARS/キドリキドリ/ 宮本章太郎＋山田耕平(from nayuta)/グリコ(弾き語り)/Nothingness/豊川座敷/白鯨大喜利（from松竹芸能）and nore… 【DJ】 タイラダイスケ/ましゅ/SOUNDSCAPE /CREW/KOZZY/CABOT 【FOOD】 BER 銭ゲバ（フランクフルト） はいから亭（カレー） もちつきしんちゃん（from TURKEYS） | 忘却 カラマワリ 白黒 新曲 カエルの人と魚の人 ヤキナオシクリカエシ                                                                       | 3人編成 車移動 |
| 25    | 2009年11月15日（日） OPEN 19:30 START 20:00                                                              | [真田山ワンダーフォーゲル]                                              | ゲストハウス＆CAFE由苑                                   | adv.1,500yen door2,000yen（+1drink）                                       | NolenNiu-de-Ossi キツネの嫁入り 大柴広己 | 忘却 アツマル ヤキナオシ 雨の歌 箱庭 最後の朝焼け                                                                                       | 元まほろばガクザの キタの NolenNiu-de-Ossi からの誘い 二人編成                                                                                               |
| 26    | 2009年11月21日（土） OPEN 18:00 START 18:30                                                              | 『strange SPECIAL!! henrrytennis 関西tour』                             | 神宮丸太町CLUBMETRO                                      | adv.1,800yen door2,100yen（+1drink）                                       | henrrytennis(from 東京) audio safari キツネの嫁入り out at bero ヤーヤーボールヤー | 忘却 カラマワリ 新曲 白黒 世界の逆 答えとして                                                                                           | 3人編成 ＰＡタッキー |
| 27    | 2009年11月28日（土） 開場18時30分 / 開演19時00分                                                         | 『お城をながめる音楽会vol.1』～キツネの嫁入りレコ発～                   | 姫路納屋工房 兵庫県姫路市本町68番地大手前第一ビル4F      | 前売り1800円 / 当日2300円                                                  | キツネの嫁入り(京都) 桜井まみ（京都、audio safari）（即席ユニット「スモークサーモン（ひーちゃん参加）」一曲あり） ばきりノす（大阪） つるんづ（姫路） | 忘却 箱庭 カラマワリ 白黒 新曲 世界の逆 答えとして ～アンコール～ 最後の朝焼け                                                          | 主催：Dig up 月刊タウンはりま掲載 オフマイク 写真 |
| 28    | 2009年11月30日（月） open:19:00 start:20:00                                                              | Accordion night！                                                       | 木屋町Urbanguild                                         | adv:1,800yen door2,200yen（+1drink）                                       | キツネの嫁入り 丸尾丸子 Armelle Dousset びろうどねこ with ryotaro | 忘却 世界の逆 雨の歌 群れをなす2 ヤキナオシ 最後の朝焼け                                                                                | 誘い：りょーたろー 2人編成 |
| 28．5 | 2009年12月4日（金）OPEN 18:00 START 18:30                                                                | 『strange SPECIAL!! henrrytennis 関西tour』                             | BASE by ELEPHANT 2F                                      | adv.1,000yen                                                               | 桜井まみ（audio safari） 松井省悟（空中ループ） KEEWO and more... | スモークサーモン（ひーちゃんサポート参加）                                                                                              | マイク・アンプ等一切無しの弾き語りライブ 100人限定 |
| 29    | 2009年12月12日（土）                                                                                     | スキマ産業vol.22～キツネの嫁入りレコ発編～                              | 木屋町Urbanguild                                         | adv:1,500yen door2,000yen（+1drink）                                       | LLama×キツネの嫁入り 2マン | 忘却 群れをなす ヤキナオシクリカエシ 箱庭 群れをなすパート2 白黒 世界の逆 カラマワリ 答えとして ～アンコール～ 夜歩くもの 最後の朝焼け  | フライヤーＳＥ写真・グッズ※tuttyのスキマ写真展示あり |
| 30    | 2009年12月19日（土） 11～15時                                                                            | 京都弁護士会主催 『いのち・健康 大相談会』                              | 京都市役所前広場                                         |                                                                            | 貧困や病気等に関する法律相談と炊き出し | 忘却 群れをなす2 雨の歌 ヤキナオシ 最後の朝焼け                                                                                         | 2人編成 アルペジオ大変そう・寒そう |
| 31    | 2009年12月26日（土） OPEN 14:30 START 15:00                                                              | 「LOUNGE SOUNDS FESTIVAL'09」                                           | 福岡voodoolounge                                         | adv.\2,500 door.\2,800+1drink                                              | モアリズム（東京）／キツネの嫁入り（京都） jaaja（名古屋）／拓真(9才)＆レン(10才)／奥村靖幸＆PeachTimes Angelic Shout!福岡／Hypstone Friends／folk enough／nontroppo オオクボ-T／JAH★JAH／漢方先生／ポカムス／八洲／ODORUいんどじん フーミンワンマンバンド／シルバーゲイシャ／DJ天狗弟／DJボギー | 忘却 カラマワリ 群れをなす2 白黒 世界の逆 最後の朝焼け                                                                                  | 誘い：notroppoボギー 車移動 |
| 32    | 2009年12月31日（木）21:00 open / 21:30 start                                                             | ～Ur-オオミソカ～                                                       | 木屋町Urbanguild                                         | \2000with1drink (雑煮付き)                                                 | LLama キツネの嫁入り 長谷川健一 たゆたう 吉田省念と三日月スープ 勝野タカシ | 雨の歌 忘却 群れをなす2 ヤキナオシ 最後の朝焼け                                                                                         | 二人編成 |

### 2010
|         | 日程                                             | タイトル                                                                                              | 会場                                                                               | 代金                                                   | 対バン相手と順番 | セットリスト | 備考 |
| 1       | 2010年1月8日（金）OPEN:18:00 START:18:30         | henrytennis「R.U.R.」TOUR FINAL & キツネの嫁入り「いつも通りの世界の終わり。」 RELEASE PARTY          | 新代田FEVER                                                                        | ADV:2,000 DOOR:2,500 別D                               | henrytennis キツネの嫁入り 石橋英子×アチコ fresh! thermo オワリカラ | 忘却 群れをなす カラマワリ 群れをなす2 白黒 世界の逆 最後の朝焼け | 3人編成 車移動 |
| 2       | 2010年1月17日（日） OPEN 18:00 START 19:00       | | 難波ベアーズ                                                                       | adv.1500                                               | モノポリーズ(三重） Niseuo cosmic-chang mothership progress | 忘却 群れをなす 群れをなす2 ヤキナオシクリカエシ 雨の歌 世界の逆 最後の朝焼け | 2人キツネ |
| 3       | 2010年1月24日（日）OPEN 18:00 START 19:00        | スキマ産業vol.23～石橋英子×アチコ来京～ キツネの嫁入りレコ発第二弾                                    | 木屋町Urbanguild                                                                   | adv.2,000 door.2300(+1drink)                           | 石橋英子×アチコ キツネの嫁入り たゆたう ムーズムズ | 忘却 カラマワリ 群れをなす2 白黒 雨の歌 夜あるくもの 最後の朝焼け | 写真・ＳＥスタッフ：tutty、ミドルン、まさこ、 |
| 4       | 2010年1月31日（日） OPEN/CLOSE 15:00/20:00(予定) | ～プーシタゴメンナサイ～                                                                              | 姫路cafe & dish EASE                                                               |                                                        | 銀塩つばめ（東京） キツネの嫁入り（京都） 本末洋子（from手水・岡山） ゑでぃまぁこん ちんぷんかんぷん | 雨の歌 忘却 群れをなす 群れをなす2 白黒 答えとして 最後の朝焼け | 二人編成 |
| 5       | 2010年2月7日（日）17:30open 18:00start           | -Octavio×ZOMBIE FOREVER presents- 『めが、みっつ。』for goomiレコ発in大阪                             | 梅田raindogs                                                                       | Adv.2000円 Door.2300円                                 | goomi(千葉)/Qurage(山形)/キツネの嫁入り（京都)/ NISEUO cosmic-chang mothership progress/Octavio ノボス・ナニワーノス 【DJ】FLYASH/arubejio | カラマワリ 群れをなす2 白黒 夜あるくもの 世界の逆 最後の朝焼け | 3人編成・ドラムソロあり フライヤー |
| 6       | 2010年2月21日（日）19:00open 19:30start          | Presentation59 New music edition2                                                                     | shin-bi(京都市烏丸四条下がるcocon烏丸3F）                                          | Adv.3300円 Door.3800円                                 | 図書館 キツネの嫁入り 長谷川健一 | 忘却 雨の歌 群れをなす2 白黒 最後の朝焼け 答えとして | 2人編成 |
| 6．5    | 2010年2月24日（水）                              | 【京都今昔音楽事情】題し 『かもトーーーク』                                                           | かもがわカフェ 奥の院                                                              | ５００円                                               | バンヒロシ オクノ修 マドナシ | ライブ無し | トッシー企画 |
| 7       | 2010年2月28日（日）OPEN 18:30 / START 19:00      | 『夜明け』                                                                                            | 下北沢440(four forty)                                                              | 前売 \2500 / 当日 \3000 (1order \500別)                | 長谷川健一＋ 山本達久 ・sakana ・キツネの嫁入り | 忘却 箱庭 白黒 群れをなす2 雨の歌 世界の逆 最後の朝焼け | |
| 8       | 2010年3月7日（日）OPEN 17:30 START 18:30         | スキマ産業vol.24～俺はこんなもんじゃないの「OWKMJ」発売1周年記念ツアー～                              | 木屋町Urbanguild                                                                   | adv.\2,300 door\2.600（+1drink）                       | 俺はこんなもんじゃない uhnellys peach fuzz dry river string キツネの嫁入り | カラマワリ雨の歌白黒群れをなす2世界の逆最後の朝焼け | フライヤー写真写真その2 |
| 9       | 2010年3月21日（日）19時スタート                  | びろうどねこpresents 「ビロードの夜」                                                                 | 喫茶のん                                                                           | チャージ1000円（要オーダー）                           | ・キツネの嫁入り ・箱庭(関口哲也：from水瓶 と野田藍子：うた) ・びろうどねこ | 忘却 エール（新曲） 箱庭 夏と風と（新曲） 雨の歌 家探し（シャレ乙バージョン） 最後の朝焼け | 二人編成 企画：あやか |
| 10      | 2010年3月24日（水）OPEN 18:30 START 19:30        | | 木屋町Urbanguild                                                                   | adv.\1,500 door\1,800（+1drink）                       | ウエッコ 妹尾立樹 (ex.sistertail) イモッチサン マドナシ (キツネの嫁入り) ＋シークレットゲスト有 | 不明 | マドナシソロ |
| 10．5   | 2010年4月9日（金）                               | | 木屋町Urbanguild                                                                   |                                                        | bikke えでぃ | | まどなしコーラス参加→7月のソロが決まる |
| 10．8   | 2010年4月10日（土）昼                            | |                                                                                    |                                                        | ゲスト+主催 | 419 犬の日 最後の朝焼け | 三人編成 |
| 10.8－2 | 2010年4月11日（日）                              | |                                                                                    |                                                        | 似非浪漫 マドナシソロ | カバー曲 家族の風景（ハナレグミ） 似非浪漫より1曲 | マドナシソロ |
| 11      | 2010年4月18日（日）OPEN 17:00 START 18:00        | スキマ産業vol.25 ～「これを百鬼夜行とする」編～→「知らなかった事を後悔する日」編（改題）              | 木屋町Urbanguild                                                                   | adv.2,500円 door3,000円（+1drink）                     | [タテタカコ] [日比谷カタン] Djamra LLama キツネの嫁入り | 世界の逆 エール 集まり忘れる 雨の歌 ヤキナオシクリカエシ 最後の朝焼け | フライヤーＳＥ写真4人編成 （藤井都督正式参加後初ライブ） 記録撮影：MODEST LAUNCH タテタカコ3rd. Full Album「Harkitek or ta ayoro」 発売 ＰＡ茂一 スタッフ：tutty、まさこ、みどるん 写真展示有り。 |
| 11．5   | ■2010年4月25日（日）                             | 「aka rui heya」 開場 18:30 / 開演 19:00                                                              | 京都・河原町三条VOXHALL                                                            | 前売 2000円(D別) / 当日2500円(D別)                     | 出演 前野健太 見汐麻衣（埋火） ゆーきゃん BGM SELECTER：DJ マドナシ(from キツネの嫁入り) FOOD：長州力(ちから from 十代暴動社) | | ＤＪマドナシ （ＳＥ選択） |
| 12      | 2010年5月15日（土）OPEN 18:30 START 19:00        | スキマ産業vol.26 ～「キツネの嫁入り大阪レコ発」編 ～→～遅れてきたキツネの嫁入りレコ発大阪編～（改題） | 難波ベアーズ                                                                       | adv.2,000 door2,500                                    | 埋火 middle9 guitar noiz orchestra+MC YASU(from ha-gakure)（1） | 忘却 群れをなす カラマワリ 結局いつも忘れている 白黒 世界の逆 答えとして アンコール ※「暗くて激しいやつ」 夜あるくもの | フライヤーＳＥ写真 写真2 特典先着20名 晴れ。車移動 4人編成 アンコールは 「暗いやつ」「激しいやつ」「しっとりしたやつ」の三択。 スタッフ： tutty まさこ ミドルン |
| 13      | 2010年5月22日（土）START 12:00～21:00            | 『平城遷都1300年祭 県民活動支援事業 STREET STYLE MUSIC 奈良』                                         | 奈良ネバーランド、奈良ロイヤルホテル、Bar@THE DEEPの３会場に、 計6ステージを設置。 | adv.2,000円 door 2,500円（+1drink）                    | LOSTAGE、タテタカコ、河島アナム、ANATAKIKOU、マッカーサーアコンチ、 ゆーきゃん、√thumm、 Natural Punch Drunker、四星球、竹原ピストル、 BEANBAG、スーパーノア、your gold, my pink、ワッツーシゾンビ、 セックスマシーン、奇妙礼太郎トラベルスウィング楽団、NolenNiu-de-Ossi、jaaja、 一二三、空中ループ、kacica、IDLE BOYS、レトロ本舗、the canvas、VIVA LOVE、 キツネの嫁入り、ソラネコ、BANE BANE、ジェイムス、 園部信教（from mojoco）、井上ヤスオバーガー、THAMII＆THE NATIVE SUNS、fugacity、Octavio、The Mayflowers、 矢谷ウメ子、たゆたう、ばきりノす、ASAYAKE01、 酒井ヒロキ、蜜、長谷川健一、monaural tone、杉瀬陽子、 わたなべゆう、風博士、わをん、Turntable Films、沢田ナオヤ、３３、 ワコンチュ、松岡恭子、COCOON、電脳GIRL、 喜多充（from アマネ）、岡本規、akari（from 雑魚猫タワー）、KIDS、 ドートレトミシー、BASIL、MILKBAR、平田裕也、HUMP BACK、Sarasa、 空風（クープ）、りえちょ | 忘却 カラマワリ 雨の歌 ヤキナオシクリカエシ 最後の朝焼け （イントロはしょり） | フライヤー3人編成主催：「平城遷都1300年祭 県民活動支援事業 STREET STYLE MUSIC 奈良」 実行委員会 協力：JUNGLE★LIFE、ヒラックス株式会社、club★jungle 後援：社団法人平城遷都1300年記念事業協会、奈良県音楽スタジオ協会、 なら音実行委員会、奈良 NEVERLAND、生駒レイブゲイト、 POWER CODE楽器、ハーツミュージックスタジオ、Eb音楽スタジオ、 ハッピースタジオ、ミュージックスタジオシグナス、 スタジオジュエル、Wavrik DesignAudio、MORG、GOLDFISH RECORDS |
| 14      | 2010年5月29日（土）開場12時～20時ぐらいまで      | 『Meeting Point vol.8』                                                                               | グッゲンハイム邸                                                                   | 前売2500円 / 当日3000円                                | LIVE：4 bonjour's parties / 平井正也(マーガレットズロース) / キツネの嫁入り / 桜井まみ(audio safari) / ゆーきゃん / 深田ちひろ ...and more EXHIBITION：長谷川信也 / 烏山絵美 / 乾真徳 / のむらみちこ / Heidi Lehto / 深田ちひろ / じょんた / 八橋知美 ...and more MARKET：SAWA / itsumo / ろくやおん ...and more FOOD：BONBON CAFE / SANSARA | 雨の歌 エール 白黒 群れをなす ヤキナオシクリカエシ 最後の朝焼け | 晴れ 主催：Dig up 3人編成マドナシ（ボーカル、アコースティックギター） ひーちゃん（アコーディオン、木琴、トライアングル） 藤井都督（コントラバス） |
| 15      | 2010年6月6日（日）OPEN 18:30 START 19:30         | 「ゆるりらぢゅーん」                                                                                  | 木屋町Urbanguild                                                                   | adv.1,800（+1drink） door.2,300（+1drink）             | mmm（ミーマイモー 東京） キツネの嫁入り ショーキー 丸尾丸子 | 忘却 雨の歌 エール 白黒 群れをなす ヤキナオシクリカエシ 最後の朝焼け | 四人編成（ジャンベ） |
| 16      | 2010年6月27日（土）OPEN 12:00 START 20:30        | ◆ぐるぐる回る2010◆                                                                                    | 埼玉スタジアム2002（のコンコース）                                                 | 前売り3,200円 当日4,000円 Ｅ+                          | [ライブ] 49組（順不同） 渋さ知らズオーケストラ / 七尾旅人 / the chef cooks me / ECD(ソロ) / 大谷能生 / 2MUCH CREW / 魔ゼルな規犬 / ううじん / euphoria / 住所不定無職 / 4 bonjour's parties / 桜井まみ(audio safari) / 松倉如子と渡辺勝 / 俺はこんなもんじゃない / Yucca / ウミネコサウンズ / cryv / マイケルjapan / FRATENN / 東京カランコロン / キツネの嫁入り / 三輪二郎 / cero / DACOTA SPEAKER. / mmm / あだち麗三郎with special magical guests / core of bells / 表現(hyogen) / 笹口騒音ハーモニカ（from 太平洋不知火楽団） / NRQ / 片想い / LFQ / polylis / Night! & Night! Production / 大福 / karulv207 / The OPQRs / emulsion / LOWBORN SOUNDSYSTEM / バロムワン / henna dress / ダウヂング同好会 / NYU! / jiji 4 sex / 生死鴉 / 殺人ペットサウンズ / 中川一郎 / BAAAK BONKDOM / ズーチクビ / and more! [アート] イシイアキ(帽子作家) / 小川武(造形作家）/ 小田富美子(画家) / miou（ぬいぐるみworkshop）/ and more! [パフォーマンス] もび / 岸洋子 / Violet EVA （紫ベビードール） / and more! [DJ] 古澤彰（LOWBORN SOUNDSYSTEM） / and more! [VJ] ZOE / and more! | 忘却 群れをなす エール 結局、そう カラマワリ ヤキナオシクリカエシ 最期の朝焼け | 晴れ 19時半 ロイヤルホテル 車移動、三人編成 巨大サッカースタジアム・埼玉スタジアム2002にて行われる、ロック＆カルチャーのインディーフェス。 |
| 17      | 2010年7月3日（土）open / 18:30 start / 19:00     | 『ときめき☆ジャンボジャンボ リリースパーティー』                                                      | 大阪 梅田Shangri-La                                                                | adv / 2,500yen door / 3,000yen (＋1d)                  | ときめき☆ジャンボジャンボ NETWORKS middle9 キツネの嫁入り（2番目） | 世界の逆 エール カラマワリ 結局、そう 雨の歌 ヤキナオシクリカエシ | 4人編成 |
| 18      | 2010年7月18日（日）OPEN 18:00 START 19:00        | | 梅田ハードレイン                                                                   | adv.1,800                                              | ASAYAKE01 スリープウィーク キツネの嫁入り | カラマワリ エール 東西南北（新曲） 白黒 結局、そう 雨の歌 群れをなす ヤキナオシクリカエシ | ヤキナオシクリカエシＡメロ即興 |
| 19      | 2010年7月19日（月・祝）START 18:30               | 「バンビーノ11周年ライブ」                                                                            | 拾得                                                                               | adv.1,500                                              | バンヒロシ＆バンビーノ ★ゲスト キツネの嫁入り サワコヤング モガ・ブティック・スパンコール | 忘却 東西南北 雨の歌 ヤキナオシクリカエシ 最後の朝焼け | |
| 20      | 2010年7月25日（日）OPEN 18:30 START 18:00        | | 木屋町Urbanguild                                                                   | adv.2,000（include1drink） door.2,500（include1drink） | JOJO広重 bikke（LOVEJOY / JB） マドナシ（キツネの嫁入り) ゆーきゃん | エール 東西南北 夏と風と炎と（ソロ用） ヤキナオシクリカエシ Doggy day（ソロ用） | ソロ （bikke、ゆーきゃん、マドナシの立ち話で参加決定） |
| 21      | 2010年8月1日（日） OPEN 18:00 START 19:00        | スキマ産業vol.27 ～「日比谷カタンとキツネの嫁入りと。」編～                                           | 木屋町Urbanguild                                                                   | adv.2,000円 door2,500円（+1drink）                     | 2マン 日比谷カタン キツネの嫁入り | 忘却 世界の逆 群れをなす カラマワリ 白黒 結局、そう 雨の歌 東西南北 家探し エール 夜あるくもの ヤキナオシクリカエシ 最後の朝焼け （計1時間15分） | フライヤーＳＥ予約特典、先着30名に4月スキマ産業日比谷カタン・キツネの嫁入りのライブDVD 写真展(tutty) スタッフ tutty、まさこ、ミドルン 一日スタッフ（ながい） 日比谷カタンラストアンコールに鍵澤参加。 |
| 22      | 2010年8月15日 OPEN 17:30 START 18:30             | | 拾得                                                                               | adv.1.000                                              | chains this voo doo bee キツネの嫁入り（1番目） | 忘却 東西南北 白黒 ヤキナオシ 最後の朝焼け | chains企画・誘い 機材トラブル・カポ忘れのため1曲削る |
| 23      | 2010年8月21日（土） open 18:30 start 19:00       | 「oono yuuki "stars in video game"release tour」                                                      | 木屋町Urbanguild                                                                   | adv. 1800(+1drink)yen door. 2300(+1drink)yen           | oono yuki キツネの嫁入り（最初） Maison de sistelia フジワラサトシ みにまむす（from 赤犬） | 忘却 東西南北 白黒 エール（ピアノ） 雨の歌（ピアノ） 群れをなす ヤキナオシ | 8.20 (fri). 21(sat)【kiti × Sunrain Records Presents oono yuuki "stars in video game" release tour】 三人編成（マドナシ、ひーちゃん・ピアノ・木琴・アコーディオン、藤井コントラバス） |
| 24      | 2010年8月29日（日）open 18:00 start 19:00        | 「旅の宴 in KYOTO」@UrBANGUILD」                                                                      | 木屋町Urbanguild                                                                   | adv. 1800(+1drink)yen door. 2300(+1drink)yen           | 旅団 キツネの嫁入り Lainy J Groove middle9 BOGEY（nontroppo） | 東西南北 カラマワリ 結局、そう 雨の歌 エール ヤキナオシクリカエシ | 誘い：旅団 |
|         | 2010年9月7日                                     | | 木屋町Urbanguild                                                                   |                                                        | | | ひーちゃんソロ |
|         | 2010年9月19日（日）OPEN 18:00 / START 18:30      | 『闇と月になる』                                                                                      | 下北沢440                                                                          | 前売 \2300 / 当日 \2500 (1order \500 別)               | 青葉市子・キツネの嫁入り 日比谷カタン・speakerX (uhnellys) | ブルー、始まりと途中と。 東西南北 エール 白黒 雨の歌 ヤキナオシクリカエシ 最後の朝焼け | 4人編成 車移動 |
|         | 2010年9月20日（月・祝）OPEN17:30/START18:00      | "生活の音楽"                                                                                          | 秋葉原グッドマン                                                                   | adv￥2000/door￥2300 +1DRINK￥500                      | pq・ヤーチャイカ mmm・キツネの嫁入り(from:京都) プラハデパート・oono yuuki | エール 東西南北 白黒 雨の歌 ヤキナオシクリカエシ 最後の朝焼け | 3人編成 （マドナシ+ひーちゃん+藤井） |
|         | 2010年10月1日（金）                              | | 西院ウーララ                                                                       |                                                        | ふじわらさとし 松田かずさ など | | ひーちゃん参加 |
|         | 2010年10月2日（土）open 18:30 start 19:30        | | 木屋町Urbanguild                                                                   | adv. \1,300 door. \1,800（+1drink）                    | KY（勝野タカシ×山本精一） キツネの嫁入り | 忘却 ブルー、始まりとその途中と。 東西南北 結局、そう 白黒 家探し エール 雨の歌 カラマワリ 最後の朝焼け | 後半ピアノ曲 |
|         | 2010年10月3日（日）open 18:00 start 18:30        | sunrain record×METRO presents 「まぼろしの世界戦」                                                    | メトロ                                                                             | ￥1,000 inc.2drink                                     | 王舟(from 東京) /TALKING DEADGOATS'45 / OUTATBERO / 欠伸（ゆーきゃんバンドセット） / キツネの嫁入り / house. BGM SELECTER:田中亮太(CLUB SNOOZER/mogran' bar) | 雨の歌 東西南北 白黒 ヤキナオシクリカエシ 最後の朝焼け | 三人編成 このライブはブログに告知が見当たらないがmixiには存在する |
|         | 2010年10月10日（日） open 18:00 start 19:00      | 「Room」                                                                                              | 京都UrBANGUILD                                                                     | adv.1800yen+1drink/door.2300yen+1drink                 | PAZZA DAVIS(middle9×jew's-ear×Accovio)/ LOW-PASS/jizue/キツネの嫁入り | 忘却 ブルー、始まりと途中と。 雨の歌 家探し ヤキナオシクリカエシ 最後の朝焼け | 10月6日頃に決まったライブ 二人編成 |
|         | 2010年11月3日（祝・水）open.18:00start.18:30     | | 南船場・地下一階                                                                   | adv&door.\2,000+ドリンク代別                           | キツネの嫁入り 似非浪漫 ゑでぃまぁこん ゆーきゃん | 忘却 ブルー、始まりと途中と 東西南北 白黒 雨の歌 ヤキナオシクリカエシ | |
|         | 2010年11月6日（日）OPEN 18:00 START 19:00        | スキマ産業vol.28 ～「長谷川健一とキツネの嫁入りと。」編～                                             | 京都UrBANGUILD                                                                     | adv.2,000円 door2,500円（+1drink）                     | 長谷川健一 キツネの嫁入り | 忘却 群れをなす 東西南北 箱庭 白黒 結局、そう 家探し エール 雨の歌 世界の逆 ヤキナオシクリカエシ 答えとして 最後の朝焼け | ＳＥ写真スタッフ：tutty、ミドルン、まさこ |
|         | 2010年12月5日（日）                              | みやこ音楽祭’10                                                                                       |                                                                                    | 12月4日・5日昼の部 1日券 【3,800円】                   | 地下ステージ キツネの嫁入り,森島映（AUX）,クリトリック・リス(new),吉田省念とファンファン | 忘却 東西南北 白黒 雨の歌 ヤキナオシ 最後の朝焼け | みやこ音楽祭は4日5日の二日連続開催。 マドナシが交通事故にあったため、松葉杖での出演。 |
|         | 2010年12月12日（日）OPEN 18:00 START 19:00       | キツネの嫁入りワンマン                                                                                | 京都UrBANGUILD                                                                     | adv1,800円 door2,300円（+1drink）                      | キツネの嫁入り | 二部構成第一部 キツネの嫁入り 419 人殺しのワルツ 世界の逆 群れをなす カラマワリ 忘却 箱庭 カエルの人と魚の人 その日 ヤキナオシクリカエシ 答えとして （ひーちゃんソロ） 第二部 白黒 せん 結局、そう 夏の終わり 聞こえない声 家探し 雨の歌 エール ブルー、始まりと途中と 東西南北 夜あるくもの 最後の朝焼け | フライヤーＳＥ 写真 映像 セットリスト キツネの嫁入りの歴史写真展:tutty 撮影：tutty、前田、野田 4人編成 |
|         | 2010年12月18日（土）open/start 17:30/18:00       | 風の共鳴vol.10～冷えた心に灯を。編～                                                                  | 奈良sample white room                                                              | charge 1,600yen(+1drink)                               | 演奏 空風(クープ)/キツネの嫁入り/ミカミッヒ/安藤明子 映像：mono-kuro ニット雑貨：amy* 絵・ポストカード：クラノマコト | 419 忘却 ヤキナオシクリカエシ 白黒 雨の歌 最後の朝焼け | 3人編成（マドナシ：アコースティックギター、ひーちゃん：アコーディオン、木琴、藤井：コントラバス） |
|         | 2010年12月31日                                   | | 京都UrBANGUILD                                                                     |                                                        | | | |

### 2011
|  | 日程                                            | タイトル                                                                | 会場                                    | 代金 | 対バン相手と順番 | セットリスト | 備考 |
|  | 2011年1月23日（日） 17:00open 17:30start        | P-hour presents “with piano II”                                         | 元・立誠小学校                          | 予約2500円 当日3000円（中学生以下無料） | glensmith、かえる目、キツネの嫁入り | 忘却 東西南北 聞こえない声 白黒 せん 家探し エール 雨の歌 | グランドピアノとギターの調律を合わせるのが難しかったとのこと                                                     |
|  | 2011年2月4日（金）                              | Ur-ism vol.8                                                            | 木屋町Urbanguild                        | adv：￥2,000 door：￥2,300（１ドリンク付） | 青葉市子 oonoyuuki（ソロ） キツネの嫁入り（Duo） | 雨の歌 忘却 ブルー 白黒 せん（short cut ver.） ヤキナオシクリカエシ 最後の朝焼け | |
|  | 2011年2月26日（土） 開場：18:30 開演：19:30     | 『キツネの嫁入りが来たる 東京ツアーの1日目』                            | 三鷹・音楽のじかん                      | 前売・当日共1,500円 | キツネの嫁入り oono yuuki mmm 王舟 | 忘却 エール 家探し 雨の歌 白黒 せん 最後の朝焼け 聞こえない声(アンコール） | 映像撮影：クリ                                                                                                   |
|  | 2011年2月27日（日）                             | 『いつでも恋』                                                          | 下北沢440                               | 前売 \2500 / 当日 \2800 (2order 付) | キツネの嫁入り moools 冬の踊り子 昆虫キッズ 俺はこんなもんじゃない | ブルー、始まりの途中 東西南北 カラマワリ せん 雨の歌 ヤキナオシクリカエシ | 満員。 |
|  | 2011年3月5日（土） OPEN 18：30 START 19：00     | 「私が想像する棚 音楽という記憶を持ち寄って」                           | cafe bar ポコペン（谷町）               | 1.500円 with 1drink | マドナシ アサダワタル（大和川レコード） もぐらが一周するまで | | トークテーマ設定あり                                                                                             |
|  | 2011年3月27日（日）open 18:00 / start 18:30     | 『梵』～folk enough release tour & NEW PANICSMILE 1stLIVE in KYOTO!!!!! | 京都CLUBMETRO                           | 前売￥2000 別途1drink 当日￥2300 別途1drink チケットぴあ、ローソンチケット | PANICSMILE folk enough キツネの嫁入り FLUID 鯨 | ブルー 東西南北 エール せん ヤキナオシクリカエシ | フライヤー |
|  | 2011年4月17日（日）                             | jizue presents 瞬間の記憶vol.9 ～uhnellys totootwo Japan Tour 2011～    |                                         | 前売り、当日共に1800yen （うち800円は義援金として寄付） | uhnellys キツネの嫁入り 志磨参兄弟 NOTIIBELIKESOMEONE BURNING SIGN jizue | ヤキナオシクリカエシ ブルー エール 雨の歌 せん | 東北地方太平洋沖地震 チャリティーライブ                                                                          |
|  | 2011年5月28日(土)open/start18:00                | 「飛火-tobihi-」                                                        | 心斎橋Pangea                            | adv.2000 door.2500(＋d 500) | LIVE：スクイズメン キツネの嫁入り the SHUWA ha-gakure DJ：オパール7 HAYATO (NOROSH!) | | 激し目 |
|  | 2011年5月29日(日)                               | 「星、飛ぶ -sakana “campolano” relearse party-」                        | 神宮丸太町CLUB METRO                    | 前売り2800円 / 当日3100円 チケットぴあ・ローソンチケット | sakana JB（渕上純子+bikke） キツネの嫁入り 場内音楽 : 石橋正二郎（FMN SOUND FACTORY） | 雨の歌 家探し 最後の朝焼け 俯瞰せよ、月曜日 （おそらく、他曲有り。 順番は不明） | 台風 3人編成 マドナシ+ひさよ+藤井                                                                                |
|  | 2011年6月15日(水)18:00 open 19:00 start         | p-hour×キツネの嫁入りpresents 「TADZIO release tour」                   | 木屋町UrBANGUILD                        | Adv:2500 Door:3000（＋1drink） | 渡邊琢磨 aka COMBOPIANO TADZIO キツネの嫁入り OUTATBERO | ブルー ヤキナオシクリカエシ エール せん（ピアノver） 俯瞰せよ、月曜日 | 4人編成 |
|  | 2011年6月19日(日) 13:00 - 24:00                 | 「アバンギルド大食堂 水無月SP」（Ur食堂 LIVE !）                        | 木屋町UrBANGUILD                        | no charge | 13:30-13:55 林拓 14:10-14:35 びろうどねこ 14:50-15:15 ののみ 15:30-15:55 加納良英 16:10-16:35 タケヤリシュンタ（さんましめさば） 16:50-17:15 ゆーきゃん 17:30-17:55 むーとん（SUZMENBA etc.） 18:10-18:35 bikke 18:50-19:15 マドナシ（キツネの嫁入り） 19:30-19:55 スハラケイゾウ 20:10-20:35 妹尾立樹（sister tail / LLama) 20:50-21:15 にしもとひろこ（たゆたう）                                                                                 | 書き下ろし曲 （優しくない歌など） | ソロ |
|  | 2011年7月23日(土)                               | 木屋町ろまんす～夏の巻                                                  | 木屋町UrBANGUILD                        | adv.2000 yen with 1drink / door.2500yen with 1drink | 環（taiqui&izumo makiko）（主催） 日比谷カタン JOJO広重 びろうどねこ＆ryotaro マドナシ（キツネの嫁入り）＋足田メロウ（画家） | ・0か100 ・屋上 ・満員電車 ・ト、ウタ ・優しくない歌 | ソロ コラボ：鉛筆ライブペイティング                                                                              |
|  | 2011年7月23日（土）                             | Tokyo BOREDOM in Kyoto day1                                             | メトロ                                  | | 24：10～キツネの嫁入り | ・イントロ ・俯瞰せよ、月曜日 ・エール ・雨の歌 ・せん | 全曲ピアノ |
|  | 2011年7月30日(日)OPEN 17:00 / START 18:00       | スキマ産業vol.29～タテタカコと2マン～                                   | 木屋町UrBANGUILD                        | adv.3000 yen + 1drink / door.3500yen + 1drink | タテタカコ キツネの嫁入り | 忘却 東西南北 ヤキナオシクリカエシ エール 雨の歌 白黒 せん 世界の逆 俯瞰せよ 家探し | ＳＥ |
|  | 2011年8月6日                                    | 西院ミュージックフェスティバル                                          | ル・モニュマンブルー                    | | 18：00～ | ヤキナオシクリカエシ 東西南北 雨の歌 俯瞰せよ、月曜日 エール せん | |
|  | 2011年8月10日                                   | Ur食堂 LIVE !                                                           | 木屋町UrBANGUILD                        | | マドナシソロ | キツネの嫁入りの曲 | |
|  | 2011年8月15（月）OPEN 18:00 / START 19:00       | 8.15世界同時多発フェスティバルFUKUSHIMA! in kyoto                       |                                         | adv.2000 yen with 1drink / door.2500 yen with 1drink | | 長谷川健一 ふちがみとふなと キツネの嫁入り AUX スズメンバ オールライツ ULTRA BIDE 18：00～19：00 原子力Q&A：小松潤之 | |
|  | 2011年9月3日（土）                              | p-hour×キツネの嫁入りpresentsスキマアワー「学校で教わらなかった音楽。」 | 昼：元・立誠小学校 夜：木屋町UrBANGUILD | A：元・立誠小学校 ￥3,000 B：木屋町UrBANGUILD￥2,500（+1drink） C：3日 元・立誠小学校+木屋町UrBANGUILD￥5,000（木屋町UrBANGUILDで+1drink） D：3日 元・立誠小学校+木屋町UrBANGUILD+4日 元・立誠小学校￥7,000（木屋町UrBANGUILDで+1drink） （CD通し券は8月28日まで） | 昼出演： 大友良英×高田漣×いしいしんじ 長谷川健一 穂高亜希子 oorutaichi×ytamo Alfred Beach Sandal 夜出演： 王舟 oonoyuuki | | 台風直撃 出演者直筆コメント メディア ロッキング・オン CINRAmusicplool JUICE hotpress ナタリー OTOTOYインタビュー |
|  | 2011年9月4日（日）                              | p-hour×キツネの嫁入りpresentsスキマアワー「学校で教わらなかった音楽。」 | 元・立誠小学校                          | 同上 | キセル キツネの嫁入り タテタカコ 日比谷カタン mmm | | 写真共催 p-hour田村 スタッフ まさこ tutty みどるん 当日スタッフ なしを もちこ 米 モジャ 撮影：tutty              |
|  | 2011年10月10日(月・祝)OPEN 18:30 / START 19:00  |                                                                         | 青山 月見ル君想フ                       | 前売 \2500 / 当日 \2700 (1order \500別） | 埋火 キツネの嫁入り たゆたう ひょうたん Ryo Hamamoto | 雨の歌 俯瞰せよ、月曜日 エール せん 家探し | |
|  | 2011年10月20日                                  |                                                                         | 木屋町UrBANGUILD                        | | | セッション （ピアノ：ひーちゃん） 作りかけの曲思いついたこと | マドナシソロ |
|  | 2011年11月3日（木・祝） open 18:00／strat 18:30 | Vi-code 8th Anniversary 八祭 GuruGuru vol.2                             | 中津Vi-code                             | 前売2,000円／当日2,500円（D別） | [LIVE] Tam Tam シグナレス キツネの嫁入り Ajara guitar noiz orchestra [Food]トアル食堂 [Sweets] Lian's Cafe [Decoration] Clara×florist natsume×velo life UNPEU | 雨の歌 東西南北 エール 俯瞰せよ、月曜日 せん 家探し | |
|  | 2011年11月12日(土)open/start 16:30/17:00        | 王舟＆シャムキャッツ presents「猫王会」                                 | 渋谷O-NEST                              | adv/door ￥2,300/￥2,800 | 王舟、シャムキャッツ、キツネの嫁入り、ショピン music from the mars、スカート food:カレーの古里 | 不明 （mmmフルート参加一曲） | |
|  | 2011年12月1日（木）OPEN 18:30 / START 19:30     | Music for Kyoties vol.15                                                |                                         | adv.1500 yen + 1drink / door.1800 yen + 1drink | Stuart O’Connor(from London) キツネの嫁入り前夜 COSMIX モガブティック◆スパンコール（ヴォーカル＆アコーディオン） | | |
|  | 2011年12月11日（日）open18:00 start19:00        | キツネの嫁入りワンマン～This is Alternative～                           | 木屋町UrBANGUILD                        | adv\1,500 door\2,000 | キツネの嫁入り | 【第一部】 忘却 箱庭 世界の逆 カラマワリ 白黒 群れをなす 夜歩くもの 朝焼け 答えとして 【第二部】 ・キツネの嫁入り前夜 死にたくない やさしいうた 雨 ヤキナオシ ブルー 結局そう エール 俯瞰 せん 家探し ～アンコール～ 東西南北 | 写真・ＳＥtutty:写真展 特典：キツネの嫁入りロゴバッチ先着30名 スタッフ tutty まさこ みどるん                     |
|  | 2011年12月31日OPEN 18:30 / START 19:30          | 「Urオオミソカ」                                                        | 木屋町UrBANGUILD                        | door.2000 yen with 1drink | 18:30 餅つき お囃子：黒坂周吾 / 中島弘如（from BATI-HOLIC） 19:30 魚雷魚 20:05 キツネの嫁入り 20:45 ゆーきゃん 21:25 佐藤慧 22:15 佐藤慧 + miki + 足田メロウ + もぐらが一周するまで 22:45 たゆたう 23:15 餅つき + 竹ち代毬也 お囃子：黒坂周吾 / 中島弘如（from BATI-HOLIC） 24:15 谷内一光 24:50 SUZMENBA 25:25 吉田省念と三日月スープ 26:00 蛇香 (Yuma with Chimaki & ryotaro) + Armelle Dousset +AKITO SENGOKU -TIME PAINTING, visual-+袋坂ヤスオ | | 3人編成 （マドナシ、ひーちゃん、藤井）                                                                           |

### 2012
|  | 日程                                                          | タイトル                                                                                                | 会場                                    | 代金 | 対バン相手と順番 | セットリスト | 備考                                                                                        |
|  | 2012年1月22日（日） OPEN 18:00 START 19:00                    | キツネの嫁入りpresents～スキマ産業vol.30～                                                              | 木屋町Urbanguild                        | adv.2,500円 door3,000円（+1drink） | Jim O’Rourke+Oren Ambarchi crys cole 石橋英子 キツネの嫁入り | 雨の歌 俯瞰せよ、月曜日 エール せん 死にたくない |                                                                                             |
|  | 2012年1月29日（日）open/start 18:30/19:00                     | 南池袋music org                                                                                         | 南池袋music org                         | adv/door 2000/2500 | LOOLOWNINGEN KOVITO ENSEMBLE （赤倉滋gt,vo沙知pf,vo山本淳平dr上田睦ba とがしひろきperケビンマキューacc） ・キツネの嫁入り(京都) ・Myth Folklore ・TESUSABI acoustic set(O.A.) | | 誘：LOOLOWNINGEN KOVITO ENSEMBLE 3人+1人編成 車移動。 マドナシ、ひーちゃん、藤井、          |
|  | 2012年2月11日（土）18:00open 18:30start                       | 「ふつうのしあわせを求めてここまできました vol.5」                                                      | 西院ウーララ                            | adv￥2,000 door￥2,500 （+１drink） | ふつうのしあわせ middle9 キツネの嫁入り peach fuzz folk enough | 俯瞰せよ、月曜日 エール せん 死にたくない | 4人編成                                                                                     |
|  | 2012年2月19日（日）OPEN 18:00 START 19:00                     | キツネの嫁入りpresents～スキマ産業vol.31～                                                              | 木屋町Urbanguild                        | adv.2,500円 door3,000円（+1drink） | 埋火 mmm+MC sirafu ムーズムズ キツネの嫁入り （mmm×キツネの嫁入り） | | タイムスケジュール・映像                                                                    |
|  | 2012年3月11日（日）18:00 0pen/18:30 start                     | | 十三FANDANGO                            | ad.\2000/dr.\2500 ローソンチケット、Ｅ+ | 下山(Gezan) Limited Express(has gone?) 385 キツネの嫁入り | |                                                                                             |
|  | 2012年3月23日（金）Open 17:30 /Start 18:30                    | シャムキャッツ GUM リリースツアー 京都篇                                                                | 拾得                                    | 前売 1500円 / 当日 2000円 | シャムキャッツ（ロングセット） キツネの嫁入り ゆーきゃん （バンド編成） BGM SELECT： 田中亮太(CLUB SNOOZER / mogran’bar) | 東西南北 エール 俯瞰せよ、月曜日 せん 死にたくない |                                                                                             |
|  | 2012年4月1日（日） OPEN 19:00 / START 19:30                   | 『ありさよショウタイム』其の二                                                                          | モノコト・名古屋 / 大須                 | 2000円（ドリンク別） | キツネの嫁入り タテタカコ × 足田メロウ | 雨の歌 エール 家探し 俯瞰せよ、月曜日 白黒 ヤキナオシクリカエシ 答えとして 死にたくない |                                                                                             |
|  | 2012年4月21日（土・昼）                                       | 第二回スキマアワー「学校で教わらなかった音楽」                                                          | 昼：元・立誠小学校 夜：木屋町UrBANGUILD | 【Ａ券】（1公演） ・元・立誠小学校のみ￥3,000 ・木屋町UrBANGUILDのみ￥2,500（当日木屋町UrBANGUILDにて別途1drink代￥500） 【Ｂ券】（2公演） 4月21日通し券 ￥5,000（当日木屋町UrBANGUILDにて別途1drink代￥500） 【Ｃ券】 3公演（全日） ￥7,000（当日木屋町UrBANGUILDにて別途1drink代￥500） | 昼 コトリンゴ(バンド) 石橋英子バンド 柳原陽一郎 Predawn うつくしきひかり dry river string jaaja ゆーきゃん 夜 吉村秀樹(bloodthirsty butchers) moools bed スーパーノア | | 出演者コメントFood：木屋町UrBANGUILD イラスト：足田メロウ                                   |
|  | 2012年4月22日（日・昼）                                       | 第二回スキマアワー「学校で教わらなかった音楽」                                                          | 元・立誠小学校                          | | ジムオルークバンド トクマルシューゴ(バンド) Gofish とうめいロボ ボギー ラキタ Accovio キツネの嫁入り | |                                                                                             |
|  | 2012年4月30日（月/祝）17:30/18:00                             | 武川雅寛 紙ジャケCD再発記念ソロ・ライヴ 「３０年前の私と今の僕。」                                      | cafe ZANPANO（京都・元田中）            | 予約3,500円/ 当日 4,000円（+1ドリンク別途） | 武川雅寛（ムーンライダーズ）、キツネの嫁入り | |                                                                                             |
|  |                                                               | | 西部講堂                                | | | | 二人編成                                                                                    |
|  | 2012年5月27日（日）OPEN / START 10:30                         | [ Room special - CONPASS opening party - ]                                                              | 服部緑地野外音楽堂                      | ADV. 3500YEN ( D別 ) / DOOR. 4000YEN ( D別 ) 2DAYS. 6000YEN ( D別 ) | toe LOSTAGE Ovall キツネの嫁入り ホテルニュートーキョー kim-wooyong (ex.cutman-booche) Laika Came Back LOW-PASS middle9 など | | [ 主催 ] middle9                                                                            |
|  | 2012年6月3日（日）open13:00/start13:30                        | | 和歌山市祝砲酒造資料館2F                | | キツネの嫁入り オオルタイチ＋ウタモ 松本陽太 N’djamenan;jamena | | 主催：お還りなさい                                                                          |
|  | 2012年6月10日（日）                                           | | インストアライブ                        | | | |                                                                                             |
|  | 2012年6月16日（土）                                           | どがふぇす                                                                                              | VOXHALL                                 | | | エール 俯瞰せよ、月曜日 やさしい歌 ヤキナオシクリカエシ 死にたくない | ソロ                                                                                        |
|  | 2012年6月17日（日）18:00 open 18:30 start                     | スキマ産業vol.32～キツネの嫁入りレコ発編～                                                              | 渋谷o-nest                              | adv￥2,500（+1drink） door￥3,000（+1drink） ぴあ、ローソン、Ｅ+ | キツネの嫁入り 石橋英子+ジム・オルーク+須藤俊明 oonoyuuki（バンド） うつくしきひかり | | 4人編成車移動                                                                               |
|  | 2012年6月27日（水）OPEN 18:30 / START 19:30                   | 「水無月進歩世界夜曲」                                                                                  |                                         | adv.2000 yen with 1drink / door.2300 yen with 1drink | ユミ・ハラ・コークウェル Yumi Hara Cawkwell (key, vo) ひさよ（キツネの嫁入り） 環（Taiqui+出雲麻紀子） | |                                                                                             |
|  | 2012年6月30日（土） 開場：18:00／開演：19:00                  | 『夏のあくび３周年まつり』                                                                              | 梅田シャングリラ                        | 前売1,800円／当日2,300円 ※共に別途1drink代500円要 | 出演：大橋裕之（漫画家）／シャムキャッツ／Jaaja／白い汽笛／oono yuukiソロ／キツネの嫁入り DJ：なかぐち／マコ 出店：ピンポン食堂／喫茶カオカオ／FOLK old book store／ほ～ぷ軒／小田島等（お絵描き屋さん）／ニャンと | | 主催：夏のあくび                                                                            |
|  | 2012年7月15日（日）                                           | KITSUNE PARTY                                                                                           | 青山月見ル君想フ                        | | キツネの嫁入り 箱庭の室内楽 IQ42（f. TOMMY THE GREAT） 張泰山（f.泰山に遊ぶ） 山本たつき(ex.YOMOYA) | |                                                                                             |
|  | 2012年7月22日（日）18:00 open 18:30 start                     | スキマ産業vol.33～Uhnellys Release party～                                                              | VOXHALL                                 | adv￥2,500（+1drink） door￥3,000（+1drink） | Uhnellys キツネの嫁入り jew’s ear ときめき☆ジャンボジャンボ シゼンカイノオキテ | |                                                                                             |
|  | 2012年8月5日（日）18:00 open 18:30 start                      | スキマ産業vol.34～キツネの嫁入りレコ発編～                                                              | 梅田シャングリラ                        | adv￥2,500（+1drink） door￥3,000（+1drink） | 山本精一UNIT(山本g + TAIQUI drums ) 石橋英子×アチコ ha-gakure キツネの嫁入り | |                                                                                             |
|  | 2012年8月17日（金）open18:30 start19:00                       | 『ハイコレ118』                                                                                         | 福岡VooDooLounge                        | \2000(\2500)+1drink order | uhnellys（東京） キツネの嫁入り（京都）nontroppo folk enough 百蚊 チューベローズ | | 主催・ヨコチンレーベル フライヤー                                                           |
|  | 2012年8月18日（土）                                           | スキマ産業×THISIS(NOT)MAGAZINE presents… “キツネの嫁入り「俯瞰せよ、月曜日」リリースパーティー名古屋編” | 名古屋KDハポン                          | 前売2000円（＋1D500円）、当日2500円（＋1D500円） | キツネの嫁入り GO FISH シラオカ 麓健一 | |                                                                                             |
|  | 2012年9月2日(日) 開場18:30 開演19:00                          | NolenNiu-de-Ossi ご案内 『パノラマ晩餐ショウ』第三夜                                                    | 京都 Modern Times                       | ミュージックチャージ 2000円 (ドリンク・フード別途1000円) | キツネの嫁入り 小林未郁 NolenNiu-de-Ossi(ノレンニゥー・デ・オッシ) | |                                                                                             |
|  | 2012年9月16日（日） 18:00 open 19:00 start                    | スキマ産業vol.35 ～キツネの嫁入り×oono yuuki ダブルレコ発編～                                           | 木屋町UrBANGUILD                        | adv￥2,000（+1drink） door￥2,500（+1drink） | oono yuuki BAND キツネの嫁入り ゲスト：oono yuuki 長谷川健一、イガキアキコ | | ＳＥ写真展：tutty                                                                           |
|  | 2012年10月6日(土)OPEN12:00 START12:30                         | 『代官山ロックフェスティバル』                                                                          | 晴れたら空に豆まいて 山羊に、聞く？     | 前売り￥3900 当日￥4500（共に入場時 1ドリンク代別） | あがた森魚 遠藤賢司 キツネの嫁入り 越路よう子とザ★エレガンツ 児玉奈央 シーナ＆鮎川誠 （SHEENA &THE ROKKETS) 柴田聡子 スガダイロー チャランポランタン 久土’n'茶谷 ミツメ 三輪二郎＆マザー・コンプレックス | | 晴れたらそらに豆まいて 14:40~15:20                                                          |
|  | 2012年10月14日                                                | F.F 2012!!! (エフエフニセンジュウニ)                                                                    | 難波ROCKETS                             | 一日通し券 Adv.2,000 / Door.2,500 (D別) | AlReady Yours ao’w DAMBO FURTHER FURTHER HOSOME nayuta palitextdestroy THE YANG キツネの嫁入り ギャーギャーズ キュウソネコカミ リバーシブル吉岡 千日前ベビードールズ 登山正文ソロ（from.私の思い出） 宮城ゆか 裸体 SPECIAL SECRET GUEST!!! | |                                                                                             |
|  | 2021年10月21日 OPEN 11:00 / START 12:00                       | ボロフェスタ2012                                                                                        | 京都 KBSホール                          | 大前夜祭券[19日(金)] : 前売 3,000円 / 当日 3,500円 1日券[20日(土) or 21日(日)] : 前売り 4,000円 / 当日 4,500円 2日券[20日(土) & 21日(日)] : 7,500円(限定200枚) 3日券[2日通し券+大前夜祭] : 10,500円(限定200枚) BOROFESTA vol.夜露死苦券 : 前売 2,500円 当日 3,000円 要1ドリンク・オーダー | 同ステージ THA BLUE HERB / GRAPEVINE / 曽我部恵一 / toe / ホフディラン / younGSounds / でんぱ組.inc / cinema staff / Turntable Films / ときめき☆ジャンボジャンボ / ゆーきゃん / FOLK SHOCK FUCKERS / キツネの嫁入り / o`summer vacation / キドリキドリ / シゼンカイノオキテ / ヤング / ワンダフルボーイズ / 松井くんと上田くんとさよならバイバイズ / 人類みな兄弟 / hi,how are you? ACCIDENT ACT:oddeyes、TRIPMEN、MC土龍 | 新曲 | 3人編成 （マドナシ、ひーちゃん、藤井）                                                      |
|  | 2012年11月3 日（土）open/start 18:00/19:00                    | スキマ産業vol.36～middle9レコ発編～                                                                     | 京都木屋町UrBANGUILD                    | adv/door ￥2,000/￥2,500（＋1drink） | middle9 キツネの嫁入り OUTATBERO and more | 「山羊は死刑台にのぼらない」 「BGMにはならない」 |                                                                                             |
|  | 2012年11月17日(土） 17:00 open17:30start                      | P-hour presents「musics」                                                                               | 元・立誠小学校                          | 前売り\2500 当日\2800 | 勝井祐二 × U-zhaan キツネの嫁入り YEYE | | 雨                                                                                          |
|  | 2012年11月18日（日）open18:00/start18:30                      | LLama presents “lla” in OSAKA                                                                           | 心斎橋CONPASS                           | adv.2,000/door2,500（+1drink） | LLama nayuta キツネの嫁入り（トリオでの出演） 欠伸ACBIS | | 三人編成（マドナシ+ひーちゃん+藤井）                                                        |
|  | 2012年11月21日(水) open/18:00 start/18:30                     | | VOX FESTA!2012                          | 前売￥2300- 当日￥2800 ＋1drink\500- | キツネの嫁入り/キム ウリョン/ゆーきゃん/OCTAVIO/Jamokashi ニコラス/NolenNiu-de-Ossi/ドラゴン太郎/Amia Calva DJ daTaro | |                                                                                             |
|  | 2012年12月1日（土）                                           | スキマ産業×天辺から爪先までvol.12 ～キツネの嫁入りレコ発 神戸篇～                                       | 旧グッゲンハイム邸                      | 予約2,500円/当日3,000円 | キツネの嫁入り 長谷川健一 BAND SET（長谷川健一vo,g、石橋英子p、山本達久dr) | 70分ぐらい | PA 西川文章                                                                                 |
|  | 2012年12月8日 （土）                                          | TRIPLE BARREL                                                                                           | 新代田Fever                             | 前売2,500円 当日3,000円 学生割引1,500円（いずれもdrink代別） ローソンチケット | egoistic 4 leaves / NINGEN OK / Tam Tam / WUJA BIN BIN / キツネの嫁入り DJ：池永正二（あらかじめ決められた恋人たちへ） 出張CDSHOP：more records | |                                                                                             |
|  | 2012年12月15日（土）open/start 18:00/19:00                    | 第3回キツネの嫁入りワンマン～This is alternative～                                                      | 京都木屋町UrBANGUILD                    | adv/door ￥1,800/￥2,300（＋1drink） | キツネの嫁入り（with イガキアキコ：violin） Special guest ナカガワリサ（うつくしきひかり ザ・なつやすみバンド） | 【第一部】 雨の歌 東西南北 エール ブルー 家探し 結局、そう 俯瞰せよ月曜日 せん ヤキナオシクリカエシ 最後の朝焼け 【第二部】 忘却 箱庭 カラマワリ 群れをなす 白黒 放物線（新 BGM（新 悲哀の仕事（新 山羊は死刑台に登らない（新 死にたくない（新 –アンコール 答えとして | フライヤーＳＥ先着30名：キツネの嫁入りマッチ 写真展:tutty Urbanguilｄ特別メニュー「坦坦麺」 |
|  | 2012年12月31日（月）「Urオオミソカ」 OPEN 20:00 / START 21:00 | | 京都木屋町UrBANGUILD                    | door.2000 yen with 1drink (ふるまい雑煮付き) | 20:00 OPEN 21:00 数えきれない 21:30 モガブティック◆スパンコール＋ニコ 22:00 餅つき 22:30 SUZMENBA 23:00 かりきりん 23:30 たゆたう / 仙石彬人 24:00 キツネの嫁入り 24:30 ゆーきゃん | 放物線 俯瞰せよ、月曜日 BGM 悲哀の仕事 山羊は死刑台に上らない 死にたくない など |                                                                                             |

### 2013
|    | 日程                                            | タイトル                                                                             | 会場                 | 代金                                                   | 対バン相手と順番 | セットリスト                                                                                    | 備考 |
|    | 2013年1月20日（日） 開場 17:00 / 開演 18:00     | ゆーきゃん「あかるい部屋」発売記念ライブ                                             | 京都 磔磔            | 前売 2,000円/ 当日 2,500円 (ともに1ドリンク代別途)     | sakana キツネの嫁入り ゆーきゃん（バンドセット） |                                                                                                 | |
|    | 2013年2月10日(日) OPEN16:00 START16:30          | Heaven＆あばさかる夜＆秘響 present 「FLUID ＆ キツネの嫁入り レコ発 in 徳島」        | 徳島銀座CROWBAR      | ADV/DOOR \1800/\1800 +1drink                           | FLUID(京都) キツネの嫁入り(京都) 80 拝啓、ルドルフ | 新曲                                                                                            | |
|    | 2013年2月17日(日) open18:00/start18:30          | スキマ産業vol.37～ LOOLOWNINGEN & THE FAR EAST IDIOTSレコ発編～                      | 木屋町UrBANGUILD     | adv￥2,000 door￥2,500（+1drink）                      | LOOLOWNINGEN & THE FAR EAST IDIOTS キツネの嫁入り 映糸 nayuta |                                                                                                 | |
|    | 2013年2月22日(金) 開場18：30/開演19：00         | 「優雅な袋小路」                                                                     | 晴れたら空に豆まいて | 前売り2300円/当日券2800円                              | aoki laska キツネの嫁入り chanson sigeru フジワラサトシ |                                                                                                 | アコースティック |
|    | 2013年3月2日（土） OPEN 17:30 / START 18:00     | “Materials Science Conferences 2013″                                                 | 大阪 鰻谷 CONPASS    | ADV \2,500 / DOOR \2,800                               | DOIMOI CARD キツネの嫁入り 小鳥美術館 |                                                                                                 | |
|    | 2013年3月17日（日）open 18:30 / start 19:00     |                                                                                      | 下北沢シェルター     | 2000円（予約）/2300円（当日） ともに+1D                | oono yuuki(band set) （ひーちゃん参加ver有り） キツネの嫁入り | 11曲ぐらい                                                                                      | |
|    | 2013年4月28日（日） OPEN 18:00 / START 19:00    | worst taste & SpecialMagic presents ＜逃亡の遺伝子＞                                 | 秋葉原グッドマン     | adv￥2,000 /door￥2,300 (+1drink order)                | worst taste & SpecialMagic キツネの嫁入り(京都) the mornings BOSSSTON CRUIZING MANIA DJ：スッパ                                                                                             |                                                                                                 | |
|    | 2013年5月31日（金） open 18:00 / start 20:00    | 「Ur食堂LIVE! ～メモの旅・京都～」                                                   | 木屋町UrBANGUILD     | no charge!（投げ銭）                                   | oono yuuki with 足田メロウ [painting] キツネの嫁入り（アコースティックバージョン） 妹尾立樹（シスターテイル）                                                                               |                                                                                                 | |
|    | 2013年6月1日（土）open 19:00 / start 19:30      | 「メモの旅・名古屋」                                                                 | K.Dハポン／名古屋    | 前売 2300円 / 当日 2500円（D別）                       | oono yuuki with 足田メロウ [painting] キツネの嫁入り シラオカ |                                                                                                 | 4人編成 |
|    | 2013年6月23日（日) START 18:00 START 18:30      | HORROR SHOW!!!                                                                       | CLUB METRO           | adv￥1,800 /door￥2,300 (+1drink order)                | 赤い疑惑 ギャーギャーズ キツネの嫁入り メシアと人人 猫殺す |                                                                                                 | |
|    | 2013年7月15日（月・祝）open 19:00 / start 19:30 |                                                                                      | 青山月見ル君想フ     | 前売り2300円/当日券2800円                              | ハイスイノナサ キツネの嫁入り ヨソハヨソ She Her Her Hers |                                                                                                 | |
|    | 2013年9月23日（月・祝） open 13:00 start 14:00  | キツネの嫁入りpresents第3回スキマアワー 「学校では教わらなかった音楽」               | 元・立誠小学校       | 前売り 3,000円 当日 3,500円                            | 向井秀徳（zazen boys） 志人（降神）・スガダイロー 片山尚志（片山ブレイカーズ&ザ☆ロケンロールパーティ） 吉田省念 x 植田良太 x 鈴木ちひろ かりきりん（下村よう子・宮田あずみ） キツネの嫁入り |                                                                                                 | フライヤータイムテーブル＊3rdアルバム先行発売 Food：木屋町UrBANGUILD 出店：『今ここにある音（音楽ライター・岡村詩野）』 中古レコ、CD、書籍 |
|    | 2013年9月29日（日） OPEN 16:45 START 17:00      | 【 uramado 10th Anniversary Ⅱ”宴” 】 -LAGITAGIDA/キツネの嫁入りW releasePARTY osaka- | 心斎橋CONAPASS       | ADV. \2300(D別) DOOR. \2500(D別) ローソンチケット、Ｅ+ | ステージライブ ANYO キツネの嫁入り(fromKYOTO)guest：イガキアキコ/violin nhhmbase(fromTOKYO) LAGITAGIDA(fromTOKYO)                                                                           |                                                                                                 | フライヤー |
|    | 2013年10月13日（日）OPEN 18:00 START 18:30      | ～キツネの嫁入り3rdAlbum「死にたくない」Release tour～                               | 今池ハックフィン     | ADV \2,000 DOOR \2500(D別)                             | キツネの嫁入り(from 京都) レミ街 Acoustic set CARD（from 大阪） THE PYRAMID |                                                                                                 | |
| .8 | 2013年10月26日                                  |                                                                                      |                      |                                                        | | 死にたくない                                                                                    | ソロ |
|    | 2013年11月3日(日) 15：00～                      | インストアライブ                                                                     | OPA9F 京都タワレコ   | 無料                                                   | |                                                                                                 | 特典：CD購入でバッジプレゼント |
|    | 2013年11月4日（月・祝） OPEN18:00 / START18:30  | ～キツネの嫁入り3rdAlbum「死にたくない」Release tour～                               | 渋谷O-NEST           | ADV￥2,500 / DOOR￥3,000(D別) ローソン、ぴあ、e+       | キツネの嫁入り コトリンゴ nhhmbase ザ・なつやすみバンド |                                                                                                 | |
| .8 | 2013年11月9日（土）                             |                                                                                      |                      |                                                        | | ソロ 彩（カバー曲） 死にたくない キツネの嫁入り 山羊は死刑台に上らない すばらしい日々（カバー） | |
|    | 2013年11月11日（月）openp 19:00 start 19:30     | [ライブ＋上映会] 「地下音楽フェスティバル!!」                                        | 木屋町UrBANGUILD     | 前売り\2000＋1drink 当日\2500＋1drink                  | ボギー（福岡） ゴトウイズミ（広島） キツネの嫁入り ババール 他 |                                                                                                 | 上映「地下音楽❤現場物語」 |
|    | 2013年11月17日（日） 開場/開演 14:30/15:00      | 秘響 vs 臍noWo[rld] fes.                                                             | 徳島市フィガロ       | adv/door 3000yen/3500yen                               | 秘響stage LAGITAGIDA キツネの嫁入り B from OUTATBERO ワスレゴト |                                                                                                 | |
|    | 2013年11月25日                                  |                                                                                      | 和歌山               |                                                        | | 死にたくない                                                                                    | |
|    | 2013年12月1日（日）18:00/18:30                  | キツネの嫁入り 3rd ALBUM「死にたくない」RELEASE TOUR IN NOBIROCK                     | 四日市SUBWAY-bar     | ￥2,000(1DRINK￥500別)                                 | キツネの嫁入り THE PYRAMID モノポリーズ 堀田ダチオ ナガタナオキ |                                                                                                 | |
|    | 2013年12月8日（日）OPEN 18:00 START 19:00       | ～キツネの嫁入り3rdAlbum「死にたくない」Release tour～ 「ワンマン」                  | 木屋町UrBANGUILD     | 前売 ￥1,800 当日￥2,000                               | キツネの嫁入り guest：イガキアキコ/violin |                                                                                                 | フライヤー来場特典：マッチ 写真展：tutty                                                                                                   |
|    | 2013年12月15日（日）開場/開演：16:30/17:00      | よしむらひらくpresents ” キツネの嫁入り招聘企画 ”                                    | 新宿MOTION           | 前売/当日：\2,000/\2,300 [D別 \500] ローソン、イー+    | よしむらひらく 吉田ヨウヘイgroup LOOLOWNINGEN AND THE FAR EAST IDIOTS oono yuuki / キツネの嫁入り                                                                                           |                                                                                                 | |
|    | 2013年12月30日                                  | さらば、ゆーきゃん。                                                                 |                      |                                                        | ゆーきゃん |                                                                                                 | マドナシ企画（出演はしていない）。 |

### 2014
|    | 日程                                             | タイトル                                                                               | 会場             | 代金                                                                            | 対バン相手と順番 | セットリスト                                                                                                  | 備考 |
|    | 2014年1月13日（月・祝） open 18:30 / start 19:00 | & records presents MARCHING BAND Japan Tour 2014                                       | 京都 UrBANGUILD  | adv. 3,000円 / door 3,500円（ｄ別）                                             | MARCHING BAND キツネの嫁入り my letter イツキライカ | | |
|    | 2014年2月1日（土） open 19:00 start 20:00        | 久保モリソン&フリップミュージックPresents 「スキマみらくる」                           | 広島ヲルガン座   | 予約2000円＋1order 当日2500円＋1order                                           | キツネの嫁入り 島崎智子 | | フライヤー4人編成 |
|    | 2014年2月16日（日） 17:15~18:00                  | Sakurazaka ASYLUM2014                                                                  | 桜坂セントラル   | 1日券前売3,000円／当日3,500円 2日券前売5,000円／当日6,000円（Ｄ別）             | | | プログラム飛行機 |
|    | 2014年2月22日（土） OPEN 17:30/ START 18：00     | the relaxed weekend                                                                    | 名古屋CLUB UPSET | 前売り2,500円 当日 3,000円 ぴあ、ローソン、e+                                   | tobaccojuice キツネの嫁入り 百長 オズニッキ | | 三人編成 |
|    | 2014年3月1日（土）                               | 「Amia Calva folklore kitchen フラットライナーズ 京都名古屋東京３バンドツアー 京都編」 | 二条GROWLY       |                                                                                 | キツネの嫁入り メシアと人人 folklore kitchen フラットライナーズ Amia Calva | | フライヤー |
|    | 2014年3月15日(土) OPEN: 17:30 START: 18:00       | Tokage records presents「無数の影と光の像」                                            | 下北沢ERA        | 前売2500円/当日3000円(1Ｄ別…Ｄ代600円)                                          | Gecko & Tokage Parade sgt. キツネの嫁入り Aureole | | フライヤー |
|    | 2014年3月22日（土）OPEN 19:00 / START 19:30      |                                                                                        | 京都 UrBANGUILD  | adv.2500 yen + 1drink / door.3000 yen + 1drink                                  | 世武裕子 長谷川健一 キツネの嫁入り（二人編成） | | |
|    | 2014年3月25日（火）                              | KYOTO FM αstaion                                                                       |                  |                                                                                 | | | 生放送。 |
|    | 2014年3月30日（日） open 13:30 start 14:00       | 10周年月間 ファイナル！！「LOVE FESTA 2014」                                           | nano             | adv/door 1,000円                                                                | Lainy J Groove / 梶本ヒロシ / neue nahel / SATORI / LOW-PASS / 妹尾立樹 / AYA OTO WORLD / ときめき☆ジャンボジャンボTRIO / キツネの嫁入り/ nurmutt / ばきりノす / swimm           | 消えない影 俯瞰せよ、月曜日 ヤキナオシクリカエシ 山羊は死刑台に上らない 死にたくない                          | 二人編成 |
|    | 2014年3月30日（日） 20：00～                     | KBS京都ラジオ Kyoto Jumble Street                                                      |                  |                                                                                 | ひさよ 岡村詩野 | | |
|    | 2014年4月5日（土）OPEN 13:00 START 14:00         | Djamra20周年記念イベント『巨大成人式！』                                               | 中津Vi-code      | 前売り2,000円 当日2,500円                                                       | thebrown キツネの嫁入り ストロベリーソングオーケストラ 日比谷カタン る＊しろう 是巨人 Djamra                                                                                     | | |
|    | 2014年4月13日 open 13:00 start 14:00             | キツネの嫁入りpresents第4回スキマアワー 「学校では教わらなかった音楽」                 | 元・立誠小学校   | 前売り 3,500円 当日 4,000円 Ｅ+ 中学生以下無料                                  | THA BLUE HERB テニスコーツ Ropes キツネの嫁入り 金 佑龍（キム ウリョン） dry river string                                                                                        | | フライヤーＣＭ出店 木屋町UrBANGUILD（FOOD） 岡村詩野 100000tアローントコ（CD・レコード） 3みっつ（雑貨・アクセサリー） 狐ノ嫁入自由市場 協賛 r りん studio246 |
|    | 2014年5月1日                                     | UrBANGUILD8周年                                                                        | 京都 UrBANGUILD  |                                                                                 | ベリーダンス コロイド（ひーちゃん参加） など | | |
|    | 2014年5月11日(日)open 15:00/start 16:00          | キツネの嫁入りpresents第五回スキマアワー 『石橋英子「car and freezer」レコ発編』       | 元・立誠小学校   | adv. 3,000円 door.3,500円                                                       | 石橋英子 with もう死んだ人たち(ジム・オルーク、須藤俊明、山本達久、波多野敦子、坂口光央) 前野健太とソープランダーズ(ジム・オルーク、石橋英子、須藤俊明、山本達久) キツネの嫁入り | 新曲 | フライヤー・ＣＭ |
|    | 2014年5月18日（日） OPEN 12:00 / START 22:00     | ライブサーキットイベント『いつまでも世界は…第三回』                                    | 京都府のあちこち | 前売3,000円 当日3,500円（Ｄ別） ※高校生以下は無料 ※場所によっては無料のところも | いっぱい | 俯瞰せよ、月曜日 ぺらぺら BGM SINCE1970 山羊は死刑台に上らない 死にたくない                                   | |
| .8 | 2014年5月24日                                    |                                                                                        |                  |                                                                                 | | 死にたくない SAY YES(カバー）                                                                                 | 多分ソロ |
|    | 2014年6月29日（日）OPEN/START 18:30 / 19:00      | 「MEAN TO YOU」                                                                        | 下北沢ERA        | ADV / DOOR \2000 / \2300 Ｅ+                                                    | tomy wealth / nego / キツネの嫁入り / ANYO / | 俯瞰せよ、月曜日 ペラペラ since1970 ぺろぺろ（仮） 山羊は死刑台に上らない 死にたくない                        | フライヤー |
|    | 2014年7月12日(土)open 17:00/start 17:30          | キツネの嫁入り＆フレデリックpresents スキマ産業vol.38 『吉田ヨウヘイgroupレコ発編』    | 木屋町UrBANGUILD | adv ￥2,500 door/￥3,000(+1drink)                                               | 吉田ヨウヘイgroup キツネの嫁入り Turntable films middle9 DJ 田中亮太 DJ 岡村詩野                                                                                                 | | フライヤー |
|    | 2014年9月15日(月・祝)open 17:00/start 18:00      | キツネの嫁入りpresentsスキマ産業vol.39 『ヤンカノイレコ発編』                          | 木屋町UrBANGUILD | adv ￥2,500 door/￥3,000(+1drink)                                               | YankaNoi ゑでぃまぁこん キツネの嫁入り DJおやきボーイズ (田中馨＆トクマルシューゴ)                                                                                               | | 6人編成 |
|    | 2014年10月4日(土) OPEN 16:30 START 17:00         | "広島オルタナティブツアー御一行様ご来店"                                               | 京都GROWLY       | adv 1,800円 door 2,300円 (+1D代)                                                | (広島) ウサギバニーボーイ / カングルワングル / wave of mutilation(波) (京都) Baa Baa Blacksheeps / メシアと人人 / Amia Calva / マドナシ(キツネの嫁入り) (埼玉) mothercoat        | （新？）ボーダー 俯瞰せよ、月曜日 がらんどう one day one by one ヤギは死刑台にのぼらない 死にたくない         | 5人編成 |
|    | 2014年10月12日(日)open 17:00 start 18:00         | fox capture plan “WALL” Release Tour in 京都                                           | 二条GROWLY       | adv 2,300円 door 2,800円 (+1D代) e+、ぴあ                                       | fox capture plan / キツネの嫁入り / Arbus / LOW-PASS / 融解建築 | ペラペラ 俯瞰せよ、月曜日 山羊は死刑台に上らない one day one by one ヤツら 死にたくない                       | |
|    | 2014年11月1日(土)open 18:00 start 18:30          | 『VOX FESTA!第1夜』                                                                    | 京都VOXHALL      | adv 2,000円 door 2,500円 (+1D代)                                                | キツネの嫁入り クウチュウ戦 ヤーチャイカ アカネイロヒキ 中村佳穂 | ペラペラ one day one by one 俯瞰せよ、月曜日 ヤギは死刑台に上らない 奴ら 死にたくない ・アンコール 消えない影 | 4人編成 （マドナシ、鍵澤、藤井、松原） |
|    | 2014年12月20日 open 18:00 start 18:30            | キツネの嫁入りpresents スキマ産業Vol.40                                                | 木屋町UrBANGUILD | 前売り 2,000 当日 2,500                                                         | キツネの嫁入り 志人 oono yuuki+芦田メロウ(ライブペインティング） | | 写真：tutty ライブペインティングの絵はその後販売。 |

### 2015
|    | 日程                                                   | タイトル | 会場                       | 代金 | 対バン相手と順番 | セットリスト                      | 備考                                                                         |
|    | 2015年1月10日（土） 18:00 - 24:00                      | 「Urラヂオ食堂～UrRADIO 公開収録」                                                                                                 | 木屋町UrBANGUILD           | no charge | リョタロ マドナシ | 死にたくない（ソロ）              | 対談形式                                                                     |
|    | 2015年1月11日（日） start17:30~                        | 『田舎フェス』二日目 | 4.14 広島                  | 1日\2,000- 2日目以降、前日のチケット半券提示で\500 off 3日間 \4,500                                                  | キツネの嫁入り18:15～ 倉地久美夫 世田谷ピンポンズ nuill & un cuento de hadas カングルワングル ガール椿 |                                   |                                                                              |
|    | 2015年1月31日(土) open17:30/start18:00                 | uramado × swims “彩” uramado.net                                                                                                   | 東心斎橋CONPASS            | | 金 佑龍(fromTOKYO) the caves 小林うてなトリオ(fromTOKYO) キツネの嫁入り |                                   | 二人編成 （マドナシ+松原）                                                   |
|    | 2015年2月11日（水） 17:30/18:00                        | GATTACA presents.[Can't HaЯdly Wait] ～アコースティック3マンLIVE～                                                                 | LIVEHOUSE GATTACA          | 2500円(1D別) / 3000円(1D別)                                                                                          | キツネの嫁入り 片山尚志(片山ブレイカーズ & ザ☆ロケンローパーティ) AUX O.A 佐竹徹(GENNARI) |                                   | 二人編成 （マドナシ+松原）                                                   |
|    | 2015年3月15日（日） 開場17:30 開演18:00                | 鈴木博文『後がない』ツアー2015 京都公演                                                                                            | 恵文社コテージ             | 予約3500円 当日4000円                                                                                                | 鈴木博文、マドナシ（キツネの嫁入り） |                                   | ソロ                                                                         |
|    | 2015年3月22日（日） open 18:00 start 19:00             | peach Fuzz presents [NAZONODENATSU]                                                                                                | 木屋町UrBANGUILD           | 前売り\1800 当日\2000 1ドリンク\600                                                                                  | xerowound・ANYO・キツネの嫁入り・peach Fuzz |                                   | 5人編成                                                                      |
|    | 2015年3月29日（日）                                    | 音楽ライター講座in京都 第三期 |                            | 2,500円（各回） | マドナシ |                                   | ライター講座のゲストとして                                                   |
|    | 2015年4月5日（日） open:17:00 start 18:00              | 7e.p. presents Nicholas Krgovich (No Kids, Gigi, P:ano) Deradoorian (Dirty Projectors, Avey Tare’s Slasher Flicks) Japan Tour 2015 | 7e.p.                      | 3,500円 + 1drink （予約）/ 4,000円 + 1drink（当日） 2,500円 + 1drink （学生）―学生証など証明となるものを持参ください | ゑでゐ鼓雨磨+元山ツトム+影山朋子（from ゑでぃまぁこん） キツネの嫁入り |                                   | 二人編成 （マドナシ+松原）                                                   |
|    | 2015年4月18日（土） open 12:30 start 13:00 (終演19:00) | 西日本フェス -京都編- | 二条GROWLY                 | ￥2000 / ￥2500 (DRINK 別)                                                                                           | ふつうのしあわせ / kthemusicgirl(広) / The Waverfall / suezen(広) / e;in / パレル(広) / リツコ / 理科室コーヒー実験ブレンド(大) / Emu sickS(大) / 浮世ホテル / アノランペ / MIRABILLIS(福) / きつねのよめいり(福) / Make The Pancake(福) / ウサギバニーボーイ(広) / キツネの嫁入り |                                   | リストバンド制                                                               |
|    | 2015年5月2日（土）open15:00/start15:30                 | uramado×蝶々結び FREE PARTY!!!!!                                                                                                   |                            | 入場料無料 ※別途2DRINK代必要                                                                                         | ステージライブ Alfagiri オオハシ キツネの嫁入り(fromKYOTO) 濁朗×風人(fromTOKYO) UDOMS |                                   | 4人編成 マドナシ、鍵澤（ドラム）、松原（トランペット）、猿田（ベース）       |
|    | 2015年5月22日（金）OPEN / START 18:00 / 18:30          | Aureole ”Spinal Reflex” pre-release tour                                                                                           | 二条GROWLY                 | ADV / DOOR ￥2000 / ￥2500 (D別)                                                                                     | 出演: Aureole / キツネの嫁入り / vivarta / Supersize me / O.A.quaeru VJ parade |                                   | 4人編成 マドナシ、鍵澤（ドラム）、松原（トランペット）、猿田（コントラバス） |
| .8 |                                                        | |                            | | | 家族の風景 (カバー） 死にたくない |                                                                              |
|    | 2015年7月11日（日） open/start 18:30                   | 【MITOHO SESSIONS】 | 幡ヶ谷forestlimit          | adv/door 2000/2500(+D)                                                                                               | LOOLOWNINGEN&THE FAR EAST IDIOTS キツネの嫁入り moools DJ花と湯気 |                                   | フライヤー5人編成 松原：トランペット・フリューゲルホルン                     |
|    | 2015年8月9日(日) open 17:30 start 18:00                | キツネの嫁入りpresentsスキマ産業vol.41 ～キツネの嫁入り感謝祭＆ひさよ復活祭～                                                      | 木屋町UrBANGUILD           | adv 2,500円 door 3,000円（+1drink）                                                                                  | LOOLOWNINGEN&THE FAR EAST IDIOTS（東京） カングルワングル（広島） DOIMOI（名古屋） 長谷川健一（京都） キツネの嫁入り（京都） VJ mOja |                                   | フライヤー・ＣＭ                                                             |
|    | 2015年8月23日（日） open18:00/start19:00               | 高円寺百景ツアー | 中津Vi-code                | 前売 \2,800 当日\3,300                                                                                               | 高円寺百景 Djamra キツネの嫁入り |                                   |                                                                              |
|    | 2015年9月5日（土）15:00open 16;00start                 | “musics2015″ | 元・立誠小学校             | 予約/前売り4000円 当日4500円 中学生以下無料Peatix                                                                    | Controversial Spark、pocopen（sakana）、湯川潮音、キツネの嫁入り |                                   |                                                                              |
|    | 2015年9月14日（月）open 18:30 start 19:00              | 金 佑龍とgnkosaiBANDの秋一番 三本来たらええモンあげますツアー                                                                      | 京都磔磔                   | メール電話予約2500円（D別） 当日 3000円（D別）                                                                       | 金 佑龍 gnkosai BAND キツネの嫁入り |                                   |                                                                              |
|    | 2015年10月4日（日） open12:00 start13:00               | 『姫路サウンドトポロジー2015』 | イーグレひめじアートホール | 前売3000円 / 当日3500円                                                                                              | 15:00~ |                                   | 5人編成 （マドナシ、ひさよ、鍵澤、松原、猿田）                               |
|    | 2015年10月12日（月・祝）OPEN 18:00 / START 18:30       | “声、未だ帯電しつづけ、” -箱庭の室内楽 3rdアルバム「empty words」リリースライブ in 京都-                                           | 木屋町UrBANGUILD           | adv.2300 yen + 1drink / door.2500 yen + 1drink                                                                       | 箱庭の室内楽（東京） キツネの嫁入り Baa Baa Blacksheeps swimm |                                   | 企画：swimm、橋岡七海 企画協力：キツネの嫁入り                               |
|    | 2015年12月4日                                          | Age Factory レコ発 | GROWLY                     | | Age Factory マドナシ（ソロ） |                                   |                                                                              |
|    | 2015年12月13日（日）open 18:00 start 19:00             | スキマ産業vol.42「鳴りやまないし、忘れられない」                                                                                   | 木屋町UrBANGUILD           | adv￥2,800 door￥3,300（+1drink）                                                                                    | キツネの嫁入り タテタカコ |                                   |                                                                              |

### 2016
|  | 日程 | タイトル | 会場 | 代金 | 対バン相手と順番 | セットリスト | 備考 |

### 2017
|  | 日程 | タイトル | 会場 | 代金 | 対バン相手と順番 | セットリスト | 備考 |

### 2018
|  | 日程 | タイトル | 会場 | 代金 | 対バン相手と順番 | セットリスト | 備考 |

### 2019
|  | 日程 | タイトル | 会場 | 代金 | 対バン相手と順番 | セットリスト | 備考 |

### 2020
|  | 日程 | タイトル | 会場 | 代金 | 対バン相手と順番 | セットリスト | 備考 |

### 2021
|  | 日程                                        | タイトル                                                                                                 | 会場             | 代金                              | 対バン相手と順番 | セットリスト | 備考 |
|  | 2021年3月13日(土) open 17:30 / start 18:00  | ゆーきゃんレコ発                                                                                         | 木屋町UrBANGUILD |                                   | bikke×足田メロウ ゆーきゃん（バンドセット） ・小澤佐代子（my letter） ・吉岡哲志（sawa angstrom） ・senoo ricky（台湾愛好家時々ドラム） ・岩橋真平（スーパーノア） |              | UrBANGUILD/K・D ハポンへのチャリティー・アルバム『うたの死なない日』レコ発                                                                                             |
|  | 2021年6月6日（日） open 16:00 / start 17:00 | キツネの嫁入りpresents スキマ産業vol.52 dry river string 7inch × キツネの嫁入り 5thALBUM W release party | 木屋町UrBANGUILD | adv ¥2,500 / door ¥3,000(+1drink) | dry river string |              | 緊急事態宣言延長に伴い開催延期2022年2月26日（土実施実施 |
|  | 2021年12月5日（日） open 16:30 start 17:30  | UrBANGUILD 15周年企画 キツネの嫁入り 5th ALBUM「Just scratch the surface」リリース記念ワンマンライブ     | 木屋町UrBANGUILD | adv ¥2500 door ¥2800（+1drink）   | |              | ＜来場特典＞考えないバードMVで使用された「この人バード？ラムネ」と「ビックリマンチョコ風メンバーシール」プ 文化庁「ARTS for the future!」補助対象事業 主催：UrBANGUILD |

### 2022
|                                              | 日程 | タイトル                                                                                      | 会場                              | 代金                                                   | 対バン相手と順番           | セットリスト                                                                                                  | 備考 |
| 2022年2月26日（土） open 17:00 / start 18:00 | キツネの嫁入りpresents スキマ産業vol.52 dry river string 7inch × キツネの嫁入り 5thALBUM W release party | 木屋町UrBANGUILD                                                                              | adv ¥2,500 / door ¥3,000(+1drink) | 7inch                                                  |                            | worth 考えないバード dodone 黒に近いブルー prizm swimmingman 狂想 loopgirl 山羊は死刑台に上らない standardboy | |
| 2                                            | 2022年3月4日（土）                                                                                       | 「春のTwisted メソッド」                                                                      | PUB VOXHALL                       |                                                        |                            | loopgirl 花言葉 考えないバード oneday 山羊は死刑台に上らない standardboy 死にたくない                         | マドナシソロ |
| 3                                            | 2022年3月6日（日）                                                                                       | スキマ産業vol.53 ha-gakure MCヤス"離"大阪前ラストライブ                                       | 木屋町UrBANGUILD                  |                                                        |                            | ＜setlist＞ loopgirl 消えない影 考えないバード 山羊は死刑台に上らない standardboy 死にたくない                | マドナシソロ |
| 4                                            | 2022年5月21日(土) Open/Start:17:30/18:00                                                                 | ヒカリノミナモト 2022 “KOH-GEN RECORDS 1st Anniversary &Genius P.Jʼs “carries” Release Party” | 大阪福島 LIVE SQUARE 2nd LINE     | ADV/Door:¥3,500/¥4,000(税込) ドリンク代別途 配信¥2,000 | Genius P.J’s S.L.N.M       | | DJ:件 FOOD:もっさんカフェ 編成 Vo.Gt：マドナシ Bass：猿田健一 Sax：北村信二 Dr：伊藤拓史 Pf：フルイケナツキ（バカがミタカッタ世界）  |
| 5                                            | 2022年5月29日（日） open 17:00 /start 18:00                                                              | -キツネとバカのTWO-MAN SHOW-                                                                  | 木屋町UrBANGUILD                  | 予約 ¥2500 / 当日 ¥3000（+1drink）                     | バカがミタカッタ世界 1番目 | 狂想 山羊は死刑台に上らない 考えないバード モノ（コラボ曲）                                                   | 編成 Vo.Gt：マドナシ Bass：猿田健一 Sax：北村信二 Dr：伊藤拓史 Accordion・Glocken：ひさよ Pf：フルイケナツキ（バカがミタカッタ世界） |
| 6                                            | 2022年6月20日（月）19:00/19:30                                                                           | seasons(Live) - the sankhwa 2nd Album Release Party -                                         | 梅田シャングリラ                  | 前売:￥3500 当日:￥4000【1drink￥600別】               | the sankhwa                | | |

　補足：
　ライブハウスの代金は、チケット代+飲み物代（飲み物によって異なる）のところが多い。
　チケット購入方法は、特筆のない場合は、各バンドに直接予約する形である。会場での予約が可能な場合と、まれにプレイガイドでの購入が可能な場合がある。京都の場合は、住宅地の中にライブハウスがある関係から、音を止める時間（おとどめ）を設定していることがある。

## スキマ産業
|    | 日程 | タイトル                              | 会場             | 代金                               | 対バン相手と順番 | セットリスト | 備考                             |
| 00 |      |                                       |                  |                                    | gaji 似非浪漫 |              | gajiを呼びたくてイベントを始めた |
| 1  |      |                                       |                  |                                    | |              |                                  |
| 2  |      |                                       |                  |                                    | |              |                                  |
| 3  |      | not sukima                            |                  |                                    | ha-gakure nhhmbase group_inou p-shirts Fluid ドーマンセーマン                                                                           |              |                                  |
| 4  |      | ha-gakureレコ発 meets reirou lenz     |                  |                                    | ha-gakure Hosome あらかじめ決められた恋人達へmeetsゆーきゃん スクイズメン 笹倉洋平（ライブペインティング） audiosafari ドーマンセーマン |              |                                  |
| 5  |      |                                       |                  |                                    | |              |                                  |
| 6  |      | 石橋英子×アチコ来阪                   |                  |                                    | 石橋英子×アチコ ha-gakure middle9 たゆたう キツネの嫁入り                                                                               |              |                                  |
| 7  |      |                                       |                  |                                    | |              |                                  |
| 8  |      |                                       |                  |                                    | |              |                                  |
| 9  |      |                                       |                  |                                    | |              |                                  |
| 10 |      | ウーネリーズ来阪                      |                  |                                    | ウーネリーズ ha-gakure クサンチピータ キツネの嫁入り                                                                                    |              |                                  |
| 11 |      |                                       |                  |                                    | |              |                                  |
| 12 |      |                                       |                  |                                    | |              |                                  |
| 13 |      |                                       |                  |                                    | |              |                                  |
| 14 |      |                                       |                  |                                    | |              |                                  |
| 15 |      |                                       |                  |                                    | |              |                                  |
| 16 |      |                                       |                  |                                    | |              |                                  |
| 17 |      |                                       |                  |                                    | |              |                                  |
| 18 |      |                                       |                  |                                    | |              |                                  |
| 19 |      |                                       |                  |                                    | |              |                                  |
| 20 |      |                                       |                  |                                    | |              |                                  |
| 21 |      | ウタココロアリ OPEN 18:00 START 18:30 | 木屋町Urbanguild | adv.2000yen door2500yen（+1drink） | 長谷川健一 矢谷ウメコ jaaja（名古屋） キツネの嫁入り op：speakerX（from uhnellys）                                                      |              | 写真                             |
| 22 |      |                                       |                  |                                    | |              |                                  |
|    |      |                                       |                  |                                    | |              |                                  |
|    |      |                                       |                  |                                    | |              |                                  |

|  | 日程 | タイトル | 会場 | 代金 | 対バン相手と順番 | セットリスト | 備考 |

## グッズ
・2009年レコ発時
　・がま口財布（小・大）
　・Ｔシャツ（4cフルカラー、20枚限定）
　・エコバッグ
・2010年7月25日以降
　・Ｔシャツの色増加。（生成り、黒、緑、ピンク）